# Chaco-Canyon-Kultur
Die Chaco-Canyon-Kultur ist eine lokale Ausprägung der Anasazi-Kultur im Bereich des Chaco Canyon, eines großen Trockentals, das zum Einzugsgebiet des oberen San Juan River im Bundesstaat New Mexico gehört. Der Chaco Canyon ist heute Teil des Chaco Culture National Historical Park, der 1987 zum Weltkulturerbe erklärt wurde.

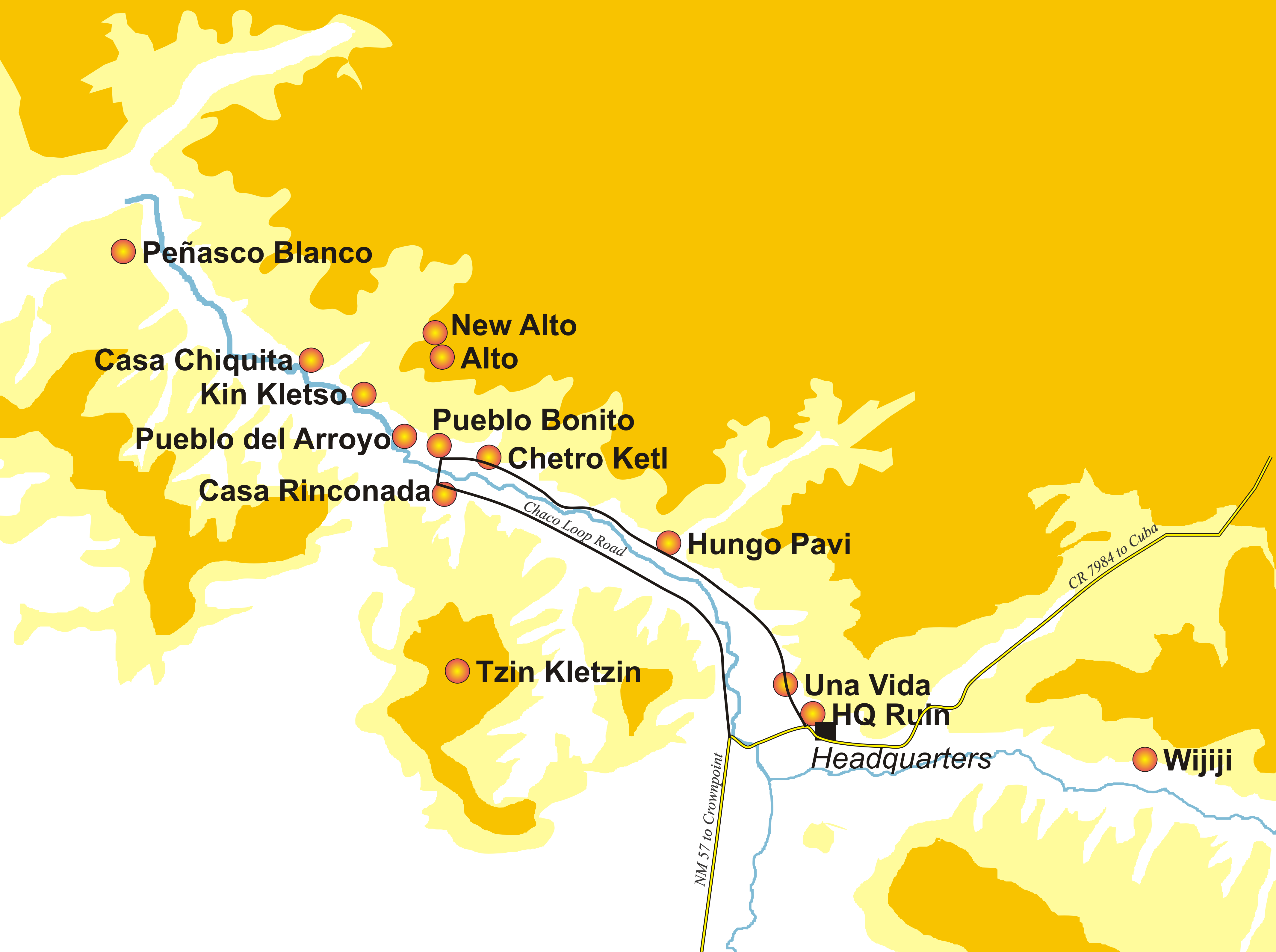
Karte des Chaco Canyon mit den wichtigsten Ruinen

## Forschungsgeschichte
Die ersten Erwähnungen von Ruinen im Chaco Canyon stammen von zufälligen Besuchern. Der erste war wohl der Händler Josiah Gregg, der über Pueblo Bonito berichtete. 1849 kam eine Militärpatrouille in den Canyon und unternahm erste Vermessungen. Wissenschaftliche Forschungen begannen 1896 durch eine Expedition des American Museum of Natural History, die Ausgrabungen in Pueblo Bonito begannen. 1901 versuchte Richard Wetherill, der einer einflussreichen Rancher-Familie in Colorado entstammte und verschiedene Anasazi-Ruinen entdeckte und ausbeutete, vergeblich einen Teil des Canyon auf der Grundlage des Homestead Act zu erwerben, wo er bis zu seinem gewaltsamen Tod 1910 lebte. Um die Ruinen des Chaco Canyon zu schützen, wurde am 11. März 1907 das Chaco Canyon National Monument eingerichtet (eine Erweiterung erfolgt 1980). Weitere Expeditionen wurden von der National Geographic Society ab 1920, wieder in Pueblo Bonito, durchgeführt. Zu den wichtigsten Ergebnissen der bis 1929 andauernden Expedition gehört die Nutzung der Baumringdatierung. Mit diesem Verfahren wurde nachgewiesen, dass die meisten der zahlreichen wegen des trockenen Klimas gut erhaltenen Holzbalken zwischen 1033 und 1092 gefällt worden waren. Der Archäologe Joseph Tainter befasste sich in den 1980er Jahren mit den Ursachen des Verschwindens der Kultur. Diese Forschungen wurden zur Grundlage seines Werkes The Collapse of Complex Societies.

## Kulturgeschichte

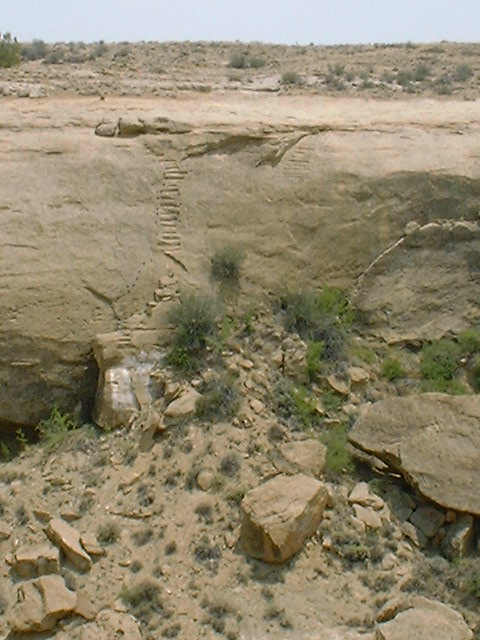
Die Jackson stairs genannte Treppe

In der archäologischen Phase Pueblo I, die von 700 bis 900 angesetzt wird, kommt es im Gebiet des Chaco Canyon zu einer stärkeren Zunahme der Bevölkerung. Die zumeist immer noch kleinen Siedlungen bestehen aus einer größeren Anzahl von Räumen. Die Siedlungen dort und in benachbarten Zonen bestehen aus geraden, Nord-Süd ausgerichteten Reihen von zwei Fluchten oberirdisch angelegter Räume. Neben diesen sind die Arbeitsareale angeordnet sowie die öffentlichen Bereiche mit östlich der Wohnbauten einzeln stehenden, vertieft angelegten Kivas. Die Kivas weisen alle die wichtigen Charakteristika wie vertieftes, ausgekleidetes Feuerloch, Ventilationsschacht und vertikalen Windschutz vor der Feuergrube, Bänke an den runden Wänden und vier Dachträger auf.
In der folgenden Phase Pueblo II ab 900 treten im Chaco Canyon an drei Fundorten (Una Vida, Peñasco Blanco und Pueblo Bonito) die ersten mehrstöckigen Konstruktionen auf. Aus den kleinen Ansiedlungen entwickelt sich schnell, ab 1000 n. Chr., die großen Pueblos. Mehrstöckige Konstruktionen treten nun in einer großen Zahl von Fundorten auf. Alle dieser Siedlungen sind mehr oder weniger strikt nach einem allgemeinen Grundmuster geplant. Es ist dies die Zeit des besonderen und in vieler Hinsicht rätselhaften Klimax der Chaco Canyon Ausprägung der Anasazi-Kultur.
Die Nahrungsmittelsituation ändert sich regional unterschiedlich. Im Oberlauf-Gebiet des San Juan River weist eine Abnahme der Funde an Mahlsteinen und ein Zuwachs bei Stech- und Schneidgeräten auf eine Verlagerung des Schwergewichtes der Nahrung zur Jagd hin. Die Ursache scheint eine Verschlechterung der klimatisch bedingten Möglichkeiten für den Pflanzenanbau zu sein. Jedenfalls erfolgte nach 1050 eine Aufgabe der Besiedlung dieses Gebietes. In der benachbarten Mesa Verde Region liegen die kleiner gewordenen Siedlungen weiter voneinander entfernt, klares Zeichen eines Bevölkerungsrückganges. Dies ist jedoch ein nicht zu verallgemeinernde Vorgang. Denn andererseits lässt sich, beispielsweise in der Mesa-Verde-Region feststellen, dass dort Siedlungen auch auf weniger begünstigte Gebiete ausgedehnt wurden, dort also auch Voraussetzungen für Anbauwirtschaft gegeben gewesen sein müssen. Mit der Notwendigkeit der intensivierten Anbauwirtschaft korreliert auch der Ausbau der Bewässerungsanlagen, einschließlich von Zisternen in den Siedlungen.
Die Keramik umfasst Gebrauchskeramik mit umlaufenden Bändern und später über die gesamte Fläche aufgerauter Oberfläche. Häufig tritt auch eine schwarze Bemalung auf einem weißen Überzug auf. Aber auch andere Kombinationen wie Schwarz auf Rot oder Orange und polychrome Keramik treten auf. Das östliche Randgebiet de Anasazi-Kultur im Bereich des Oberlaufes des Rio Grande war während dieser Phase wenig genutzt worden.
Zwischen 1020 und 1120 befindet sich die kulturelle Entwicklung im Chaco Canyon auf ihrem Höhepunkt. Sie ist gekennzeichnet von einer Vielzahl großer und noch mehr kleinerer Siedlungen, woraus man folgert, dass sich zwischen 1025 und 1075 die Bevölkerung im Canyon verdoppelt hat.
Joseph Tainter interpretiert die Ursachen des Verlöschens dieser redistributiven Kultur wie folgt: Sie hing von funktionierenden wechselseitigen Wirtschaftsbeziehungen ab, das die Vielfalt der Landschaft und vor allem die unterschiedlichen Höhenlagen ausnutzten. In trockenen Jahren litten niedrigere Höhenlagen, während die höher gelegenen Gemeinden noch genug Regen erhielten, um Überschüsse zu produzieren, und umgekehrt. Tainter spekulierte, dass das Zentrum im Chaco-Canyon nicht mehr in der Lage war, den Austausch zwischen so genannten extremen outlier communities in verschiedenen Höhenlagen zu koordinieren, als die Bevölkerung wuchs und der Niederschlag über eine Periode von 50 Jahre sank. Offenbar stiegen unter diesen Bedingungen immer mehr reiche Gemeinden aus dem System aus oder ärmere wurden ausgeschlossen, da sie keine Überschüsse mehr für das System zur Verfügung stellen konnten, während sie zugleich hohe Kosten verursachte.

### Große Siedlungen

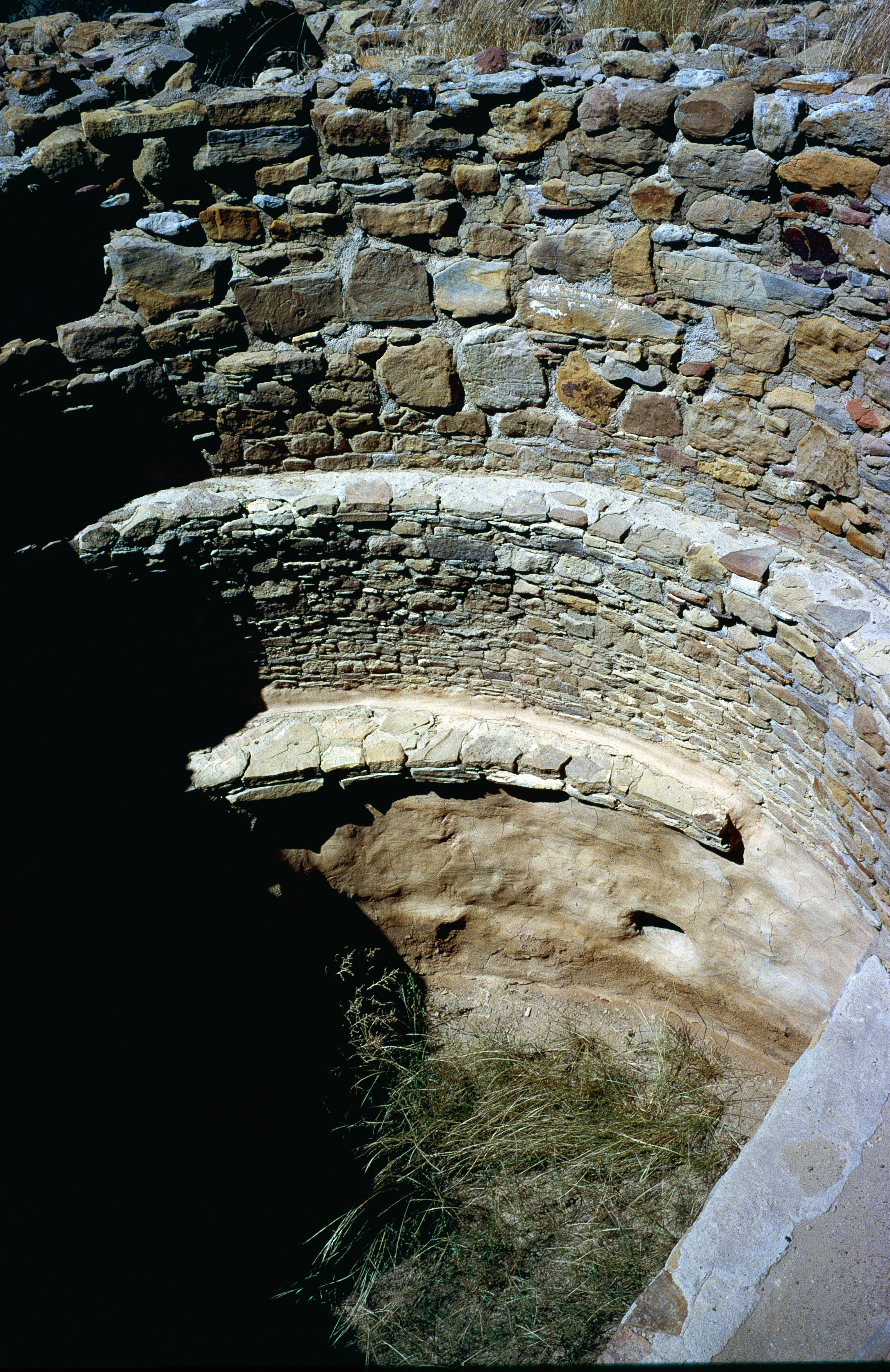
Kiva in Casa Rinconada

Die großen Siedlungen sind weitgehend nach demselben Grundschema errichtet. Sie nehmen eine rechteckige Grundfläche ein, wobei eine oder mehrere Seiten eine konvexe Kurvenlinie bilden. Drei Seiten, mit der am stärksten ausgebauten mittleren meist an der Nordseite, sind mit mehreren Reihen mehrstöckig konstruierter Räume besetzt, die restliche Seite mit einer niedrigen Raumreihe. Somit bleibt ein freier Raum, der eine oder mehrere große Kivas beinhaltet. Das Pueblo ist nach außen mit einer glatten Mauer abgeschlossen. Die Mauertechnik ist kompliziert: Der Mauerkern bestand aus flachen Steinen, die in ein dickes Mörtelbett so gesetzt waren, dass sie nur auf einer Seite der Mauer die Außenseite erreichten. Sie überlappten aber in der Mitte der Mauer mit ihrem inneren Teil die inneren Teile der bis auf die andere Mauerseite hinausreichenden Steine. Durch dieses Überlappungs-System hielten sich die Steine wechselseitig an ihrem Platz fest. Diesem lasttragenden Mauerkern war auf beiden Seiten eine Schicht von Verblendungssteinen in Form von Quadermauerwerk vorgesetzt. Hierbei wurden die Steine nicht einfach in horizontalen Reihen gesetzt, sondern bildeten dekorative Formen. Trotzdem wurde diese Maueroberfläche anschließend mit Stuck verkleidet. Die kleinen Kivas waren mit Holzbalkendecke gedeckt. Für diese Holzkonstruktion wie für zahlreiche andere, in denen große Holzbalken Verwendung fanden, musste das Holz über große Entfernungen herangebracht werden. Einzelne Bauabschnitte der großen Pueblos sind in einem einzigen Arbeitsabschnitt durch einen gut organisierten Einsatz trainierter Arbeitskräfte errichtet worden. Die durchschnittliche Siedlung umfasst in mindestens 4 Stockwerken mehr als 200 Räume, die größte, Pueblo Bonito, erreichte in bis zu 5 Stockwerken an die 800 Räume, die zweitgrößte (Chetro Ketl) 500 und die dritte immerhin noch 285 Räume (Pueblo del Arroyo). Wenn auch der größte Teil dieser Räume nicht unmittelbar Wohnzwecken diente, sondern als Speicher oder zur Ausübung bestimmter spezialisierter Tätigkeiten diente, wie man annimmt (nur ein kleiner Teil der Räume wurde einigermaßen vom Tageslicht erreicht), dann war die Einwohnerzahl dieser Siedlungen nicht besonders hoch. Man schätzt für Pueblo Bonito etwas weniger als 3000 Menschen.

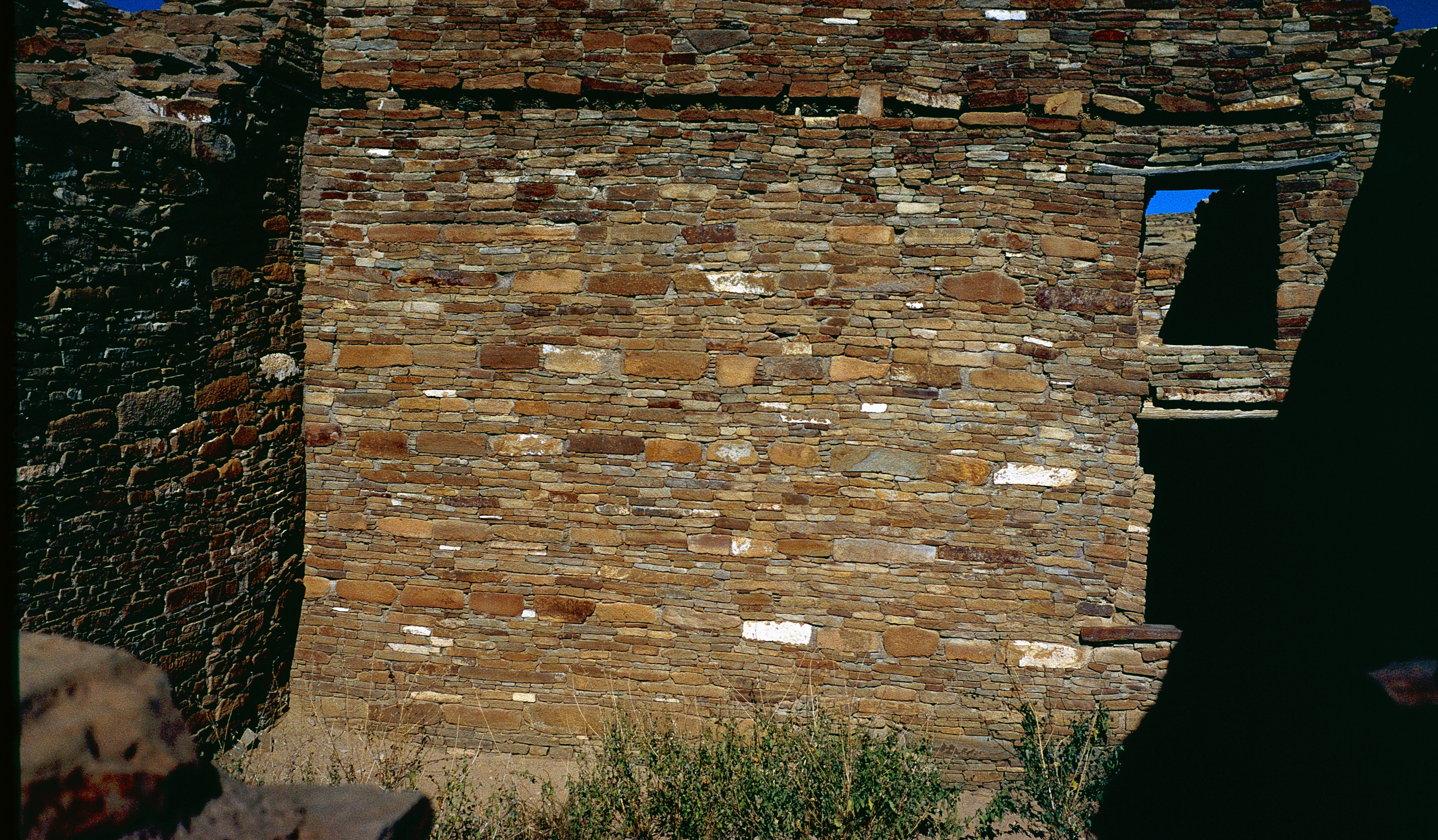
Mauertechnik (Chetro Keetl)

Die großen Kivas sind besonders kennzeichnende architektonische Elemente. Sie erreichen in ihrem Durchmesser beinahe 20 Meter und müssen somit einer großen Zahl Menschen Platz geboten haben. Zu ihren gehört auch ein besonderer Vorraum, von dem meist eine steingemauerte Treppe in die eigentliche Kiva hinunterführte. Breite Bänke liefen die runden Wände entlang. In der eingeschlossenen kreisrunden Innenfläche lag im Zentrum der gemauerte Feuerplatz. Schwer verständlich ist die Funktion gemauerter kreisrunder und rechteckiger Vertiefungen. Die häufig anzutreffenden Wandnischen hinter der umlaufenden Sitzbank sind nur durch einen einzigen Fund zu interpretieren: in Chetro Ketl waren sie verschlossen und enthielten Schmuckstücke aus Stein- und Muschelperlen.
Nach archäologischen Erkenntnissen lebten in den Großhäusern deutlich weniger Menschen als zu ihrer Errichtung benötigt wurden. Die nicht für Wohnzwecke genutzten Räume dienten offensichtlich als Speicher. In den großen Komplexen fehlen die Reibsteine und es finden sich nur selten Feuerstellen, und zwar aufgereiht in spezialisierten Räumen und für eine Massenproduktion von Nahrungsmitteln geeignet. Daraus lässt sich folgern, dass nur ein Teil der gesamten Bevölkerung, tatsächlich in den Großhäusern wohnte, ein Indiz für eine geschichtete Gesellschaft. Für eine Stratifizierung spricht auch das seltene Vorkommen von Groß-Kiva in der unmittelbaren Umgebung des Canyon, während sie im Chaco Canyon und erstaunlicherweise in größerer Entfernung häufig auftreten. Die Zeit der Chaco Canyon Kultur wird als friedlich beschrieben (im Gegensatz zu den Jahrhunderten zuvor). Erst gegen Ende, im 12. Jahrhundert, traten Nachweise von sozial akzeptierten Akten von Gewalt gegen kleinere oder größere Zahlen von Menschen auf, die aber nichts mit kriegerischen Zuständen zu tun haben.
Die Versorgung der erstaunlich dichten Bevölkerung machte auch hier Intensivierungsmaßnahmen erforderlich. Unter diesen spielt die künstliche Bewässerung eine wichtige Rolle. Allerdings wurde im Chaco Canyon keine Bewässerung durch Kanäle vorgenommen, die von den großen Wasserläufen, vor allem dem Chaco Wash abgezweigt wurden, sondern es wurden verschiedene entwickelte Varianten der Sturzwasser-Bewässerung eingesetzt. Dieses Verfahren eignete sich in den steilen Tälern des Canyon besonders gut, weil der zumeist freiliegende Fels das Wasser der Regenfälle unmittelbar abfließen ließ. Dämme, die dieses oberflächig abfließende Wasser sammelten, führten zu den weiterleitenden Kanälen und diese zu Verteilungskammern, von denen aus das Wasser zu den Feldern verteilt wurde. Dennoch fällt auf, dass die noch heute nachweisbaren bewässerbaren Felder im Chaco Canyon zu klein waren, als dass sie für die Versorgung der Bevölkerung hätten ausreichen können. Es bleibt also nur die Lösung, dass ein weiteres Umland die entscheidenden Beiträge für die Ernährung der Siedlungen im Chaco Canyon leisten musste. Die Großhäuser dienten auch als Produktionsstätten für die Bearbeitung von Türkis, der aus entfernt liegenden Bergwerken im Raum von Santa Fe gewonnen wurde. Es ist anzunehmen, dass die beträchtlichen Mengen an Türkis, die in Mesoamerika verwendet wurden, aus dem Chaco Canyon Gebiet stammten. Die Handelsbeziehungen zu Mesoamerika werden auch durch die Funde von kupfernen Glöckchen aus dem westlichen Mesoamerika nachgewiesen.

### Kleine Siedlungen
Die kleinen Siedlungen im Bereich des Chaco Canyon scheinen eine ältere Tradition fortzuführen und sehen den älteren dörflichen Siedlungen ähnlich. Sie besitzen keine Bauten mit mehreren Stockwerken, die dort vorhandenen Konstruktionen sind auch offenbar nicht nach einem Gesamtplan errichtet worden, sondern sind durch allmähliches Zufügen einzelner Räume entstanden. Die Mauern sind meist eher unregelmäßig gebaut, die Räume klein und niedrig. Die den Bauten vorgelagerten Plätze haben keine Abgrenzung nach außen. Große Kivas, die in den großen Pueblos so auffällig sind, gab es nicht, vielmehr scheinen mehrere der kleinen Siedlungen eine gemeinsame Großkiva genutzt zu haben. Auch die mehrstöckigen Kivas fehlen. Dasselbe gilt für die verschiedenen charakteristischen Luxusgegenstände des Chaco Canyon, wie Räuchergefäße aus Keramik, Tongefäße mit menschlichen Gestalten, Kupfer-Schellen, Schneckentrompeten aus Meeresschnecken, Skelette von Papageien und hölzerne oder Muschelobjekte mit Inkrustationen aus Türkis, Glimmerschiefer oder vergleichbaren Materialien. Insgesamt machen die kleinen Siedlungen den Eindruck einer deutlich einfacheren Lebensweise.
Zu den besonders bemerkenswerten Merkmalen der kurzlebigen Chaco-Kultur zählen die schnurgeraden Verbindungsstraßen von bis zu 60, 70 Kilometer Länge, die weiter entfernt gelegene Pueblos mit dem Zentralgebiet verbinden. Diese Straße mit bis zu 9 Meter Breite weichen auch natürlichen Hindernissen wie Felsschwellen und Abhängen nicht aus, sondern überwinden sie auf in den Fels gehauenen Treppen. Andere Routen führen zu für den Pflanzenanbau oder die Versorgung mit Bauholz wichtigen Gebieten. Insgesamt sind nach neueren Studien mehr als 400 km Straßen nachgewiesen worden. Offen bleibt noch die Frage nach ihrer Funktion und nach den Schlüssen, die man aus dem zu ihrer Entstehung notwendigen gewaltigen Aufwand an menschlicher Arbeit für die Organisation der Gesellschaft ziehen muss.
Die entfernter gelegenen Siedlungen („Outliers“), von denen einige mit den geschilderten Straßen an das Zentrum angebunden waren, werden als sehr heterogen geschildert, obwohl sie eine Reihe von wesentlichen Gemeinsamkeiten aufweisen: sie sind, obwohl außerhalb des eigentlichen Chaco Canyon gelegen, mit diesem durch Straßen und/oder Signalstationen (runde, turmartige Konstruktionen in Sichtverbindungen) verbunden. Sie besitzen entweder eine Groß-Kiva oder mehrstöckige Kivas und weisen in ihren Bauten dieselbe Mauertechnik mit Steinkern und Verblendmauerwerk auf, wie die Bauten im Chaco Canyon selbst, und in ihnen findet sich auch dieselbe Zusammensetzung der verwendeten Keramik. Die größte Entfernung einer nach diesen Kriterien noch zum Chaco System gehörenden Siedlungen von Chaco Canyon ist rund 80 km.
Die Ausgrabungen einiger dieser außen liegenden Dörfer haben gezeigt, dass ihre Erbauung auf einen genauen Plan zurückgeht. Vor Anfang der Bauarbeiten waren die Fundamente für die gesamte Siedlung angelegt worden. Planung zeigt sich aber auch in anderen Einzelheiten, wobei ich als Beispiel Salmon Ruin am San Juna River, nördlich von Chaco Canyon heranziehe: Das kompakte Dorf umfasste knapp 300 Räume und war in drei Bauabschnitten zwischen 1088 und 1106 errichtet worden. Als Indizien für Organisation muss man die vier Räume ansehen, in denen Pflanzensamen gemahlen wurde. Jeder dieser Räume enthielt 6 bis 8 Mahlsteine, muss also von einer größeren Anzahl von Familien gemeinsam und vielleicht sogar nach einem festen Zeitplan genutzt worden sein. An einer anderen Stelle wurden die Mahlsteine hergestellt und gestapelt.
Es sind gerade auch die außen liegenden Siedlungen, die einen zwar schwer zu interpretierenden Einblick in die Struktur der Chaco Gesellschaft versprechen. In historischer Perspektive waren es zunächst kleine Kolonien von offensichtlich aus dem Chaco Canyon eingedrungenen Menschen, die die Einverleibung einer bestimmten Region in das Chaco System einleiteten, sowie solche spezialisierten Konstruktionen wie große Kivas. Von diesem Eindringen war die lokal vorhandene Bevölkerung weitgehend unbeeinflusst geblieben. Erst in einem zweiten Schritt kam es zur Errichtung der großen Vorposten, der Straßen und Signalstationen und der Übernahme der kulturellen Charakteristika des Chaco Systems. Aber auch dann blieben die Vorposten noch relativ vereinzelt in einer großen Zahl kleinerer, lokal dominierter Siedlungen. Das Zahlenverhältnis ist ungefähr 1 zu 80. Man kann vermuten, dass die Vorposten des Chaco-Systems vielleicht die obere, herrschende soziale Schicht umfassten, und die anderen Orte die beherrschte, untere. Für diese Annahme einer Art Dominanz durch Kolonisatoren spricht auch die innere Gleichförmigkeit der Vorposten-Siedlungen, in denen keine rangmäßige Stratifizierung an den materiellen Überresten erkennbar ist.
Eine weitere Funktion wird mit dem Chaco System verbunden. Ein redistributives System, mit dem die Risiken von Missernten gemildert werden konnten, mit dessen Hilfe nur punktuelle vorhandene Ressourcen wie kostbare Steine oder Holz weithin verfügbar gemacht werden konnte.
In der Regel betrachtet man Gesellschaften mit einem so großen Ausmaß an gemeinschaftlicher, geplanter und organisierter Arbeitsleistungen mindestens als Häuptlingstümer oder vielleicht sogar als frühe Staaten. Aber für die für eine solche Einschätzung notwendige Gliederung der Gesellschaft in eine zentralisierte Herrschaft mit einer Herrschaftsschicht finden sich keine Anzeichen. So wird man hier das seltene Beispiel sehen müssen, dass eine ungeschichtete Gesellschaft durch Entwicklung und Einsatz von Verfahren, die unbekannt bleiben dürften, diese organisatorischen Leistungen erbringen konnte. Es muss betont werden, dass noch keine Basis für eine befriedigende Antwort besteht.
Es sollte erwähnt werden, dass auch in diesem Fall die These von einem entscheidenden Einfluss aus Mesoamerika vertreten wurde. Auch hier sollen Händler – ähnlich den aus der historischen Zeit bekannten Fernhändlern der Azteken – eine Rolle gespielt haben. Wenn dies tatsächlich der Fall war, so waren es nur wenige Personen und ihr Einfluss dürfte eher in der kulturellen Stimulierung gelegen haben. Aufsehen erregten Funde von Kakao in zylindrischen Gefäßen.
Die erstaunliche Kultur im Chaco Canyon hat nicht sehr lange bestanden, in manchen Gebieten nicht viel mehr als rund ein Jahrhundert. Um 1200 n. Chr. waren die größten Pueblos bereits verlassen. Als Ursache nimmt man das kriegerische Eindringen einer Bevölkerung aus dem nicht weit entfernten Mesa Verde Gebiet an. Dörfer der Chaco-Kultur wurden jedenfalls zumindest architektonisch überformt nach den Baustilen, wie sie im Mesa-Verde-Gebiet üblich waren. Zu den kennzeichnenden Elementen gehören neben der Mauertechnik die Schlüsselloch-förmigen Kiva, zu denen die Kiva in verschiedenen Chaco Canyon Orten umgebaut wurden.

## Fundorte im Canyon
Von West nach Ost reihen sich die Großhäuser insbesondere am Nordrand des Canyon wie eine Kette auf.

### Peñasco Blanco

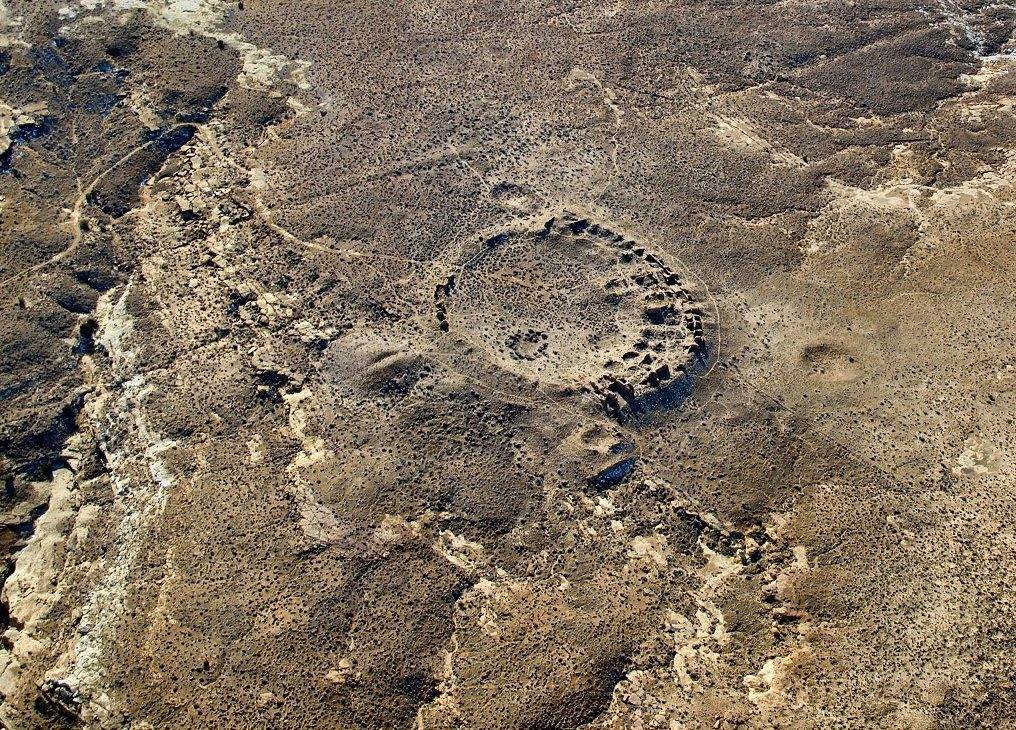
Luftbild des Pueblo Peñasco Blanco von Nordosten

Koordinaten: 36° 4′ 53,53″ N, 108° 0′ 13,16″ W. Die nicht ausgegrabenen oder restaurierten Ruinen liegen auf der Hochfläche südlich des Chaco Canyon in 1900 Meter Höhe. Der Grundriss besteht aus zwei Teilen: einer halbkreisförmigen Reihe von zumeist 5 Räumen und einer ebenfalls halbkreisförmigen Mauer, die den eingeschlossenen Hof begrenzt und eine einfache Reihe von Vorratsräumen aufweist. Außerhalb des Komplexes liegen zwei Kiva, im Hof zwei weitere und im Baukomplex noch einmal sieben.

### Casa Chiquita

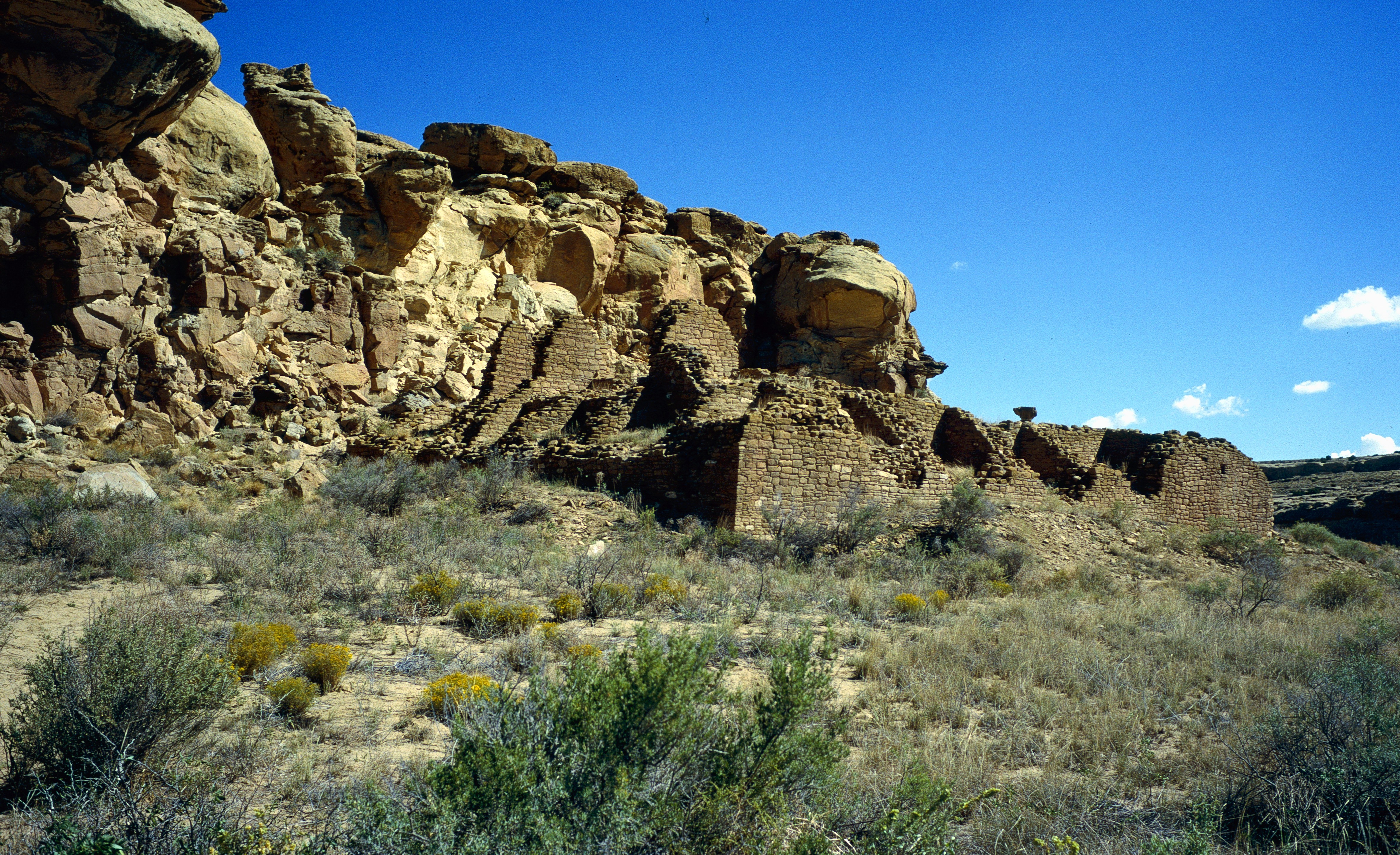
Casa Chiquita

Die auf Spanisch „kleines Haus“ genannte Ruine bildet ein Rechteck, aus dem nur eine Kiva herausspringt. Man rechnet mit einer einzigen Bauphase um 1100 bis 1130. Die Mauertechnik findet sich auch in anderen späten Bauten, die Wände sind aus nicht immer ebenen Lagen von großen Sandsteinblöcken gebildet.

### Kin Kletso
Dieses Pueblo, das ganz knapp am nördlichen Canyon Rand liegt, bildet vom Grundriss her einen anderen Typ als die meisten Pueblos im Canyon: es besteht nur aus einem einzigen rechteckigen Block von Räumen, ohne die sonst häufigen Seitenflügel und die durch eine gerundet verlaufende Abschlussmauer begrenzte Plaza. In dem Mauerblock sind 132 Räume auf drei Ebenen enthalten, letztere auf der Nord- und der Westseite. Dazu kommen 4 Kiva und eine Turm-Kiva, ein dreistöckiger Raum, der teilweise um einen großen Felsblock herum gebaut wurde. Die erste Bauphase wurde in der kurzen Zeit zwischen 1125 und 1130 errichtet, die zweite folgte unmittelbar darauf. Später kam es zu einem kleinen Anbau mit einer Kiva. Die Außenmauer ist ringsum geschlossen, es gibt keinen Zugang auf der Ebene des Erdgeschosses, man erreichte das obere Stockwerk vermutlich über Leitern.

### Alto und New Alto

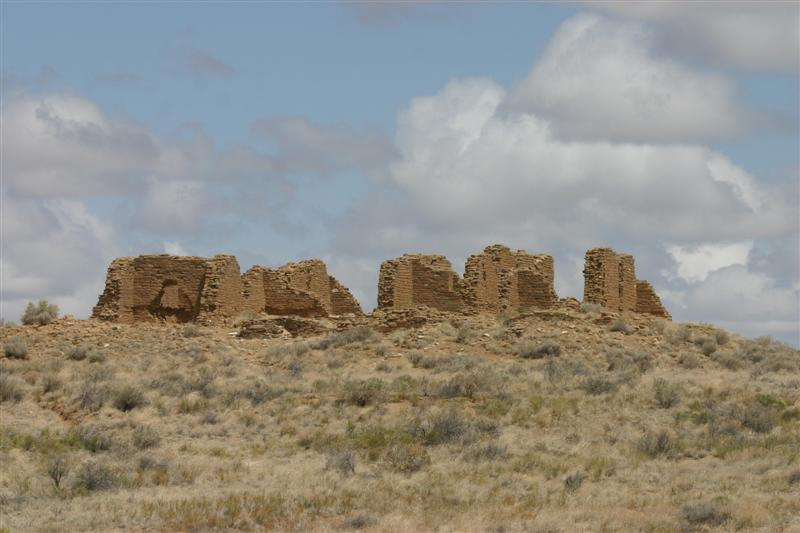
New Alto

Beide Pueblos liegen auf der Hochfläche nördlich des eigentlichen Canyons. Auch hier haben Freilegungen bisher nicht stattgefunden. Die Anlage ähnelt Chetro Ketl und anderen Großhäusern durch ihren dreiflügeligen Aufbau (ein langer nördlicher Flügel und an den Enden zwei kürzere nach Süden verlaufende) sowie einer geschwungenen doppelten Abschlussmauer im Süden, die die Plaza einschließen. Allerdings ist der gesamte Komplex nur ein Stockwerk hoch, wobei die Mauern unüblich hoch und die Räume sehr groß sind. Alto wurde um 1040 begonnen. Zunächst wurde ein Ost-West verlaufender zweireihiger Block errichtet, an den im Süden zwei Kiva angeschlossen waren. Alto war um 1140 fertig gestellt, es umfasst 110 Räume und mindestens 11 Kiva. Kurz nach dem Ende der Ausbauten wurde die Siedlung schon verlassen. Auch vorher scheint die ständige Bevölkerung von Alto gering gewesen zu sein, zu der zu bestimmten Zeiten weitere Personen dazu kamen. Alto dürfte eher eine Speicherstation für Handelswaren gewesen sein, zu den wichtigsten wirtschaftlichen Aktivitäten zählt aber auch die Bearbeitung von Türkis, der aus einem Abbaugebiet rund 160 Kilometer im Osten bezogen wurde. In der Nähe von Alto liegen weitere, kleine Siedlungen wie New Alto, East Ruin und Rabbit Ruin.
New Alto ist ein kleiner, sehr symmetrischer Baublock von 58 Räumen etwas über 100 Meter westlich von Alto. Im Gegensatz zu diesem ist New Alto fast durchgehend zweistöckig.

### Pueblo del Arroyo

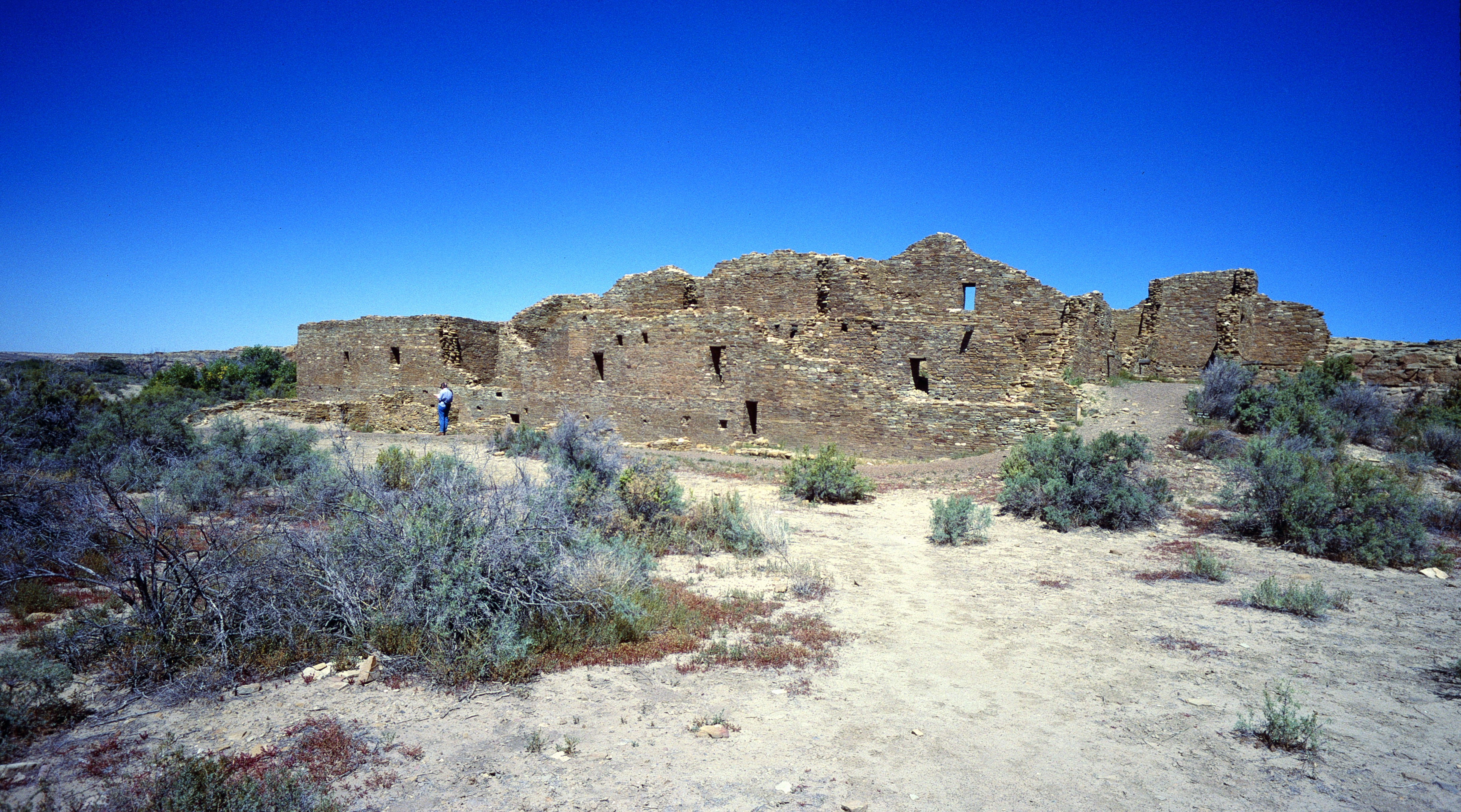
Pueblo del Arroyo

Dieses Großhaus (der Name ist Spanisch: Dorf am Bach) gehört zu den letzten, die im Canyon errichtet wurden. Der Grundplan entspricht dem der meisten Großhäuser, allerdings ist er nach Osten orientiert, wobei der große Block der Räume nach Nordwesten liegt und sich in eine Biegung des Chaco Wash, des den Canyon durchziehenden Wasserlaufes schmiegt. Das Pueblo erreichte ungefähr 284 Räume in bis zu vier Stockwerken und an die 23 Kiva. Der Bau begann um 1060, also erheblich später als das dicht benachbarte Pueblo Bonito und fällt in die Zeit der stärksten Bevölkerungszunahme. Zuerst wurde ein rechteckiger Block von ungefähr 40 Räumen in drei Reihen mit ein oder zwei Stockwerken errichtet. Später wurden in diesen Komplex Kiva eingebaut, oder einfach kreisrunde Räume. Später wurden die beiden Seitenflügel errichtet, die wie der westliche Block ein sehr massives Erscheinungsbild gegeben haben. Ein eigenartiges Element sind zwei Kiva im Nordflügel, die identisch übereinander angelegt wurden. Bemerkenswert sind auch vorspringende schmale Balkone im zweiten und dritten Stockwerk der Seitenflügel, die von vorspringenden Balken getragen wurden. Um 1105 entstand dann der übliche, geschwungene Abschlussbau aus 13 Räumen, der die beiden Enden der Seitenflügel verbindet. In den folgenden Jahrzehnten traten Änderungen ein, vor allem 5 Kiva und eine Reihe unregelmäßig geformter Räume entstanden in den nördlichen und südlichen Ecken der Plaza. Ungewöhnlich sind die außerhalb des Gebäudeblocks angefügten Räumlichkeiten: zunächst eine kreisrunde Konstruktion, die in zwei Ringen 6 und 10 Räume umfasst, errichtet auf einer künstlichen Erhöhung. Der zentrale, kreisrunde Raum war teilweise mit Sandsteinblöcken gepflastert. Eine derartige Konstruktion findet sich in anderen Orten, besonders im und nördlich des San Juan River. Zwischen dem kreisrunden Bau und der Außenseite des Pueblo sind verschiedene kleine Räume und 5 Kiva hineingequetscht. Da sich nur wenige Herdstellen gefunden haben, nimmt man auch hier eine geringe ständige Bevölkerung und ein Schwergewicht auf zeremoniellen Anlässen an. Auch Türkisverarbeitung konnte hier nachgewiesen werden. Die Skelette von 3 Ara-Vögeln sind ein klarer Hinweis auf Handelsverbindungen mit Paquimé in Nordmexiko, wo die Zucht dieser Vögel belegt ist.

### Pueblo Bonito

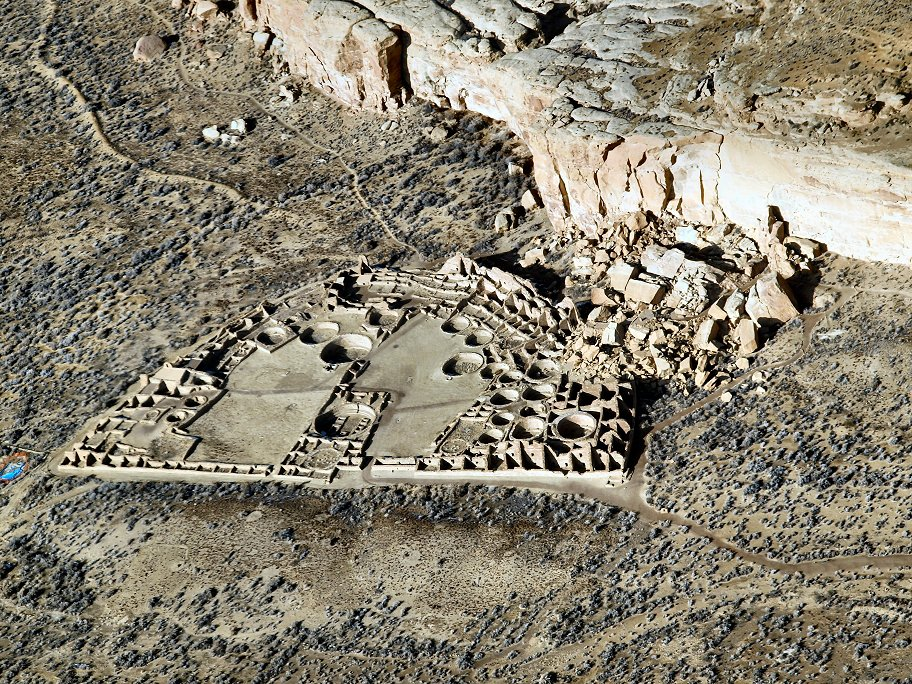
Luftbild des Pueblo Bonito von Südosten

Wie der Name (spanisch für schönes Pueblo) zu Recht ausdrückt, war dieses zweifellos eines der beeindruckendsten Bauwerke des Chaco Canyon. Der Grundriss entspricht etwas dem Buchstaben „D“, das Pueblo besteht aus einer mehrgeschossigen halbkreisförmigen Baumasse mit fünf bis sechs Räumen Tiefe im Norden und einer die Enden im Süden verbindenden gerade Reihe meist kleiner Vorratsräume.

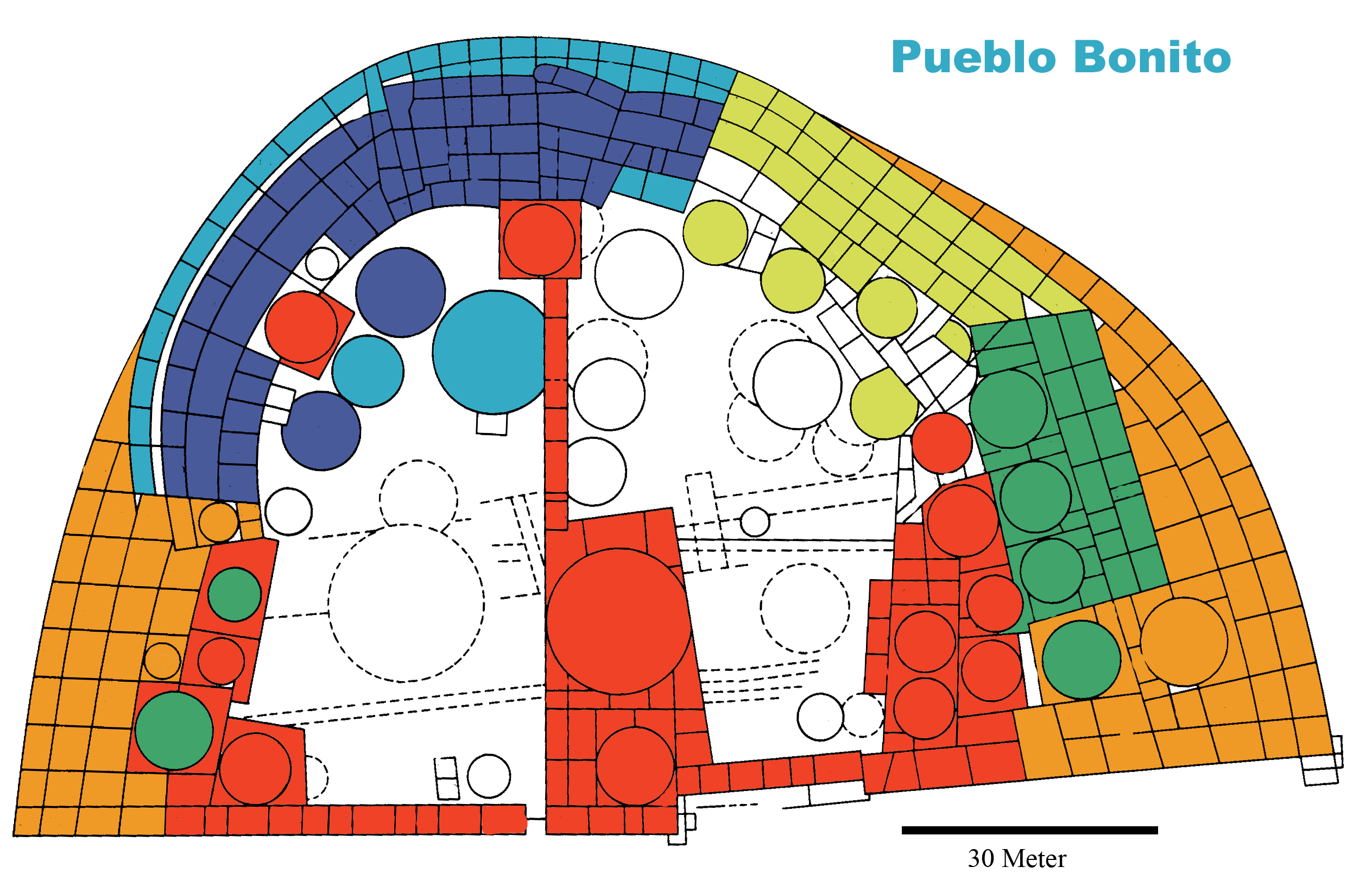
Bauphasen von Pueblo Bonito (Farbfolge: dunkelblau, hellblau, orange, gelb)

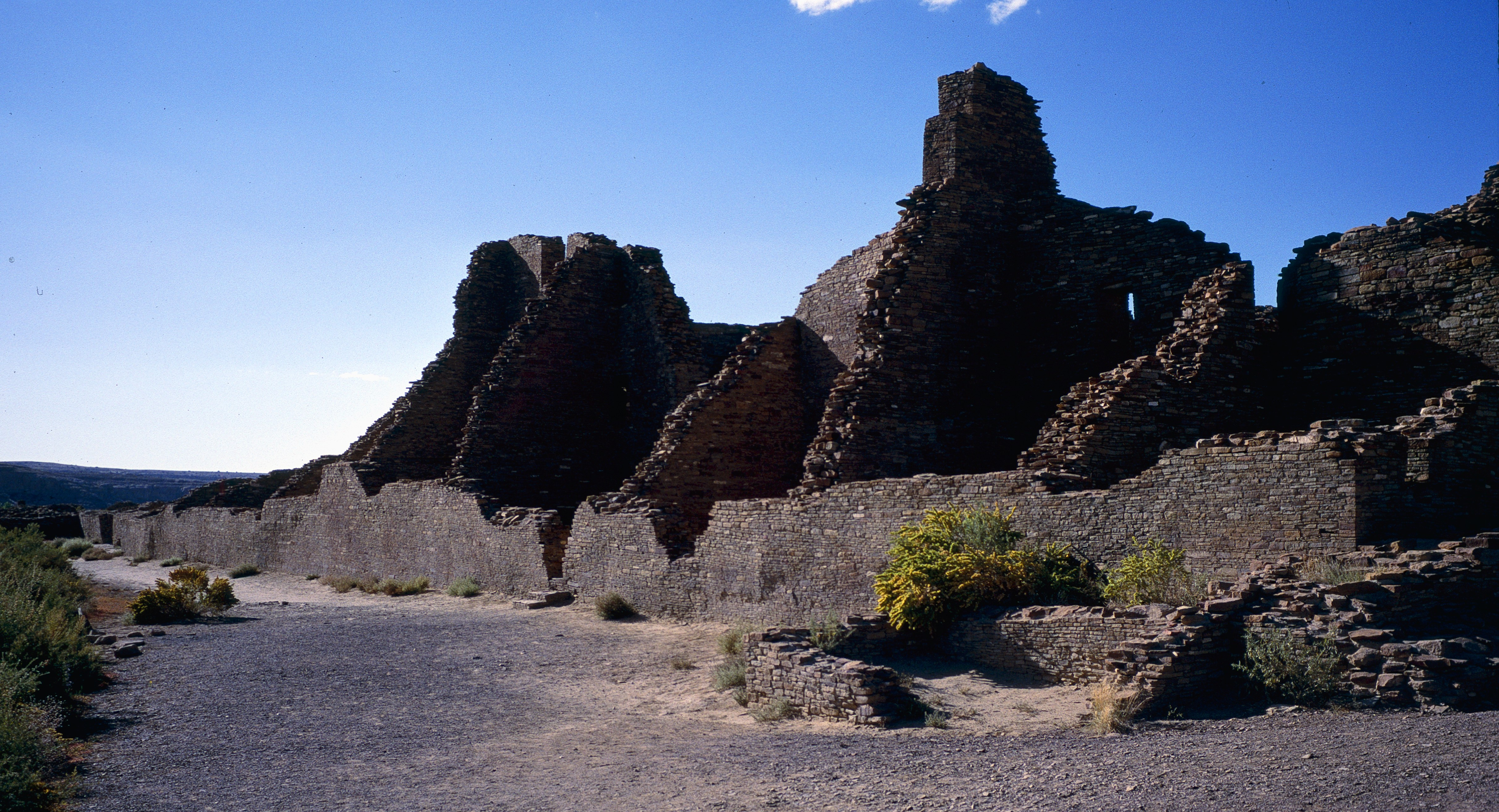
Pueblo Bonito: Südliche Außenmauer

Die frühesten Baumaßnahmen fanden nach der Baumringchronologie um 920 statt, also rund 40 Jahre nach Una Vida, und dauerten bis gegen 935. Als erstes wurde eine halbkreisförmige Konstruktion errichtet (ähnlich Peñasco Blanco), die die spätere Gestalt vorwegnimmt. Danach kam es zu einer rund einhundert Jahre dauernden Unterbrechung der Bauarbeiten – wie dies auch in Una Vida und Peñasco Blanco festzustellen ist. Ab 1040 wuchs das Pueblo weiter auf eine eher zufällige Weise, aber mit einer eindeutig neuen Mauertechnik, die durch genauer bearbeitete Steine und die Verwendung von wenig Mörtel gekennzeichnet ist. Auffällig ist hier eine einfache Reihe von Räumen entlang der nördlichen Außenwand, die auf dem seit Baubeginn dort angewehten Sand aufgesetzt wurde und damit auf der Höhe des dritten Stockwerkes zu liegen kam, mit dem sie aber keine Verbindung hatten, sondern untereinander durch Türen zugänglich waren. Die nächste Bauphase ergänzte das Pueblo im Süden und ist für den geraden Abschluss verantwortlich. In der Plaza wurden mehrere Kiva errichtet. Nicht alle der in dieser Zeit begonnenen Bauten wurden auch zu Ende gebracht. Vielmehr wurde durch eine größere Bauaktivität die symmetrische Gestalt des Pueblo im Osten und im Westen vervollkommnet. Nach 1085 erfolgten nur noch kleine Anbauten und die Errichtung mehrerer großer Kiva. Bei der Einstellung der Bauarbeiten im frühen 12. Jahrhundert umfasste Pueblo Bonito an die 800 Räume.
Nach Auswertung der Besiedlungsreste liegt der Schluss nahe, dass nur ein kleiner Teil der Räume tatsächlich für Wohnzwecke genutzt wurde – die übrigen als Vorratsräume – und deshalb die in Pueblo Bonito zu vermutende Zahl der dauernden Bewohner – gemessen an der Größe der Anlage – klein war. Entsprechend ist auch die Zahl der Bestattungen gering. Die große Zahl von Kiva lässt darauf schließen, dass Pueblo Bonito nicht nur ein großes Vorratslager war, sondern dass dort für kurze Zeit eine große Anzahl von Menschen zu zeremoniellen Zwecken zusammenkam.
Im Januar 1941 stürzte ein riesiger Felsblock von der nördlichen Canyon Wand auf den nordöstlichen Teil des halbkreisförmigen Gebäudes und überdeckte eine größere Anzahl von Räumen, die glücklicherweise vorher eingehend erforscht worden waren. Die Koordinaten im Kopf dieses Artikels beziehen sich auf Pueblo Bonito.

### Casa Rinconada

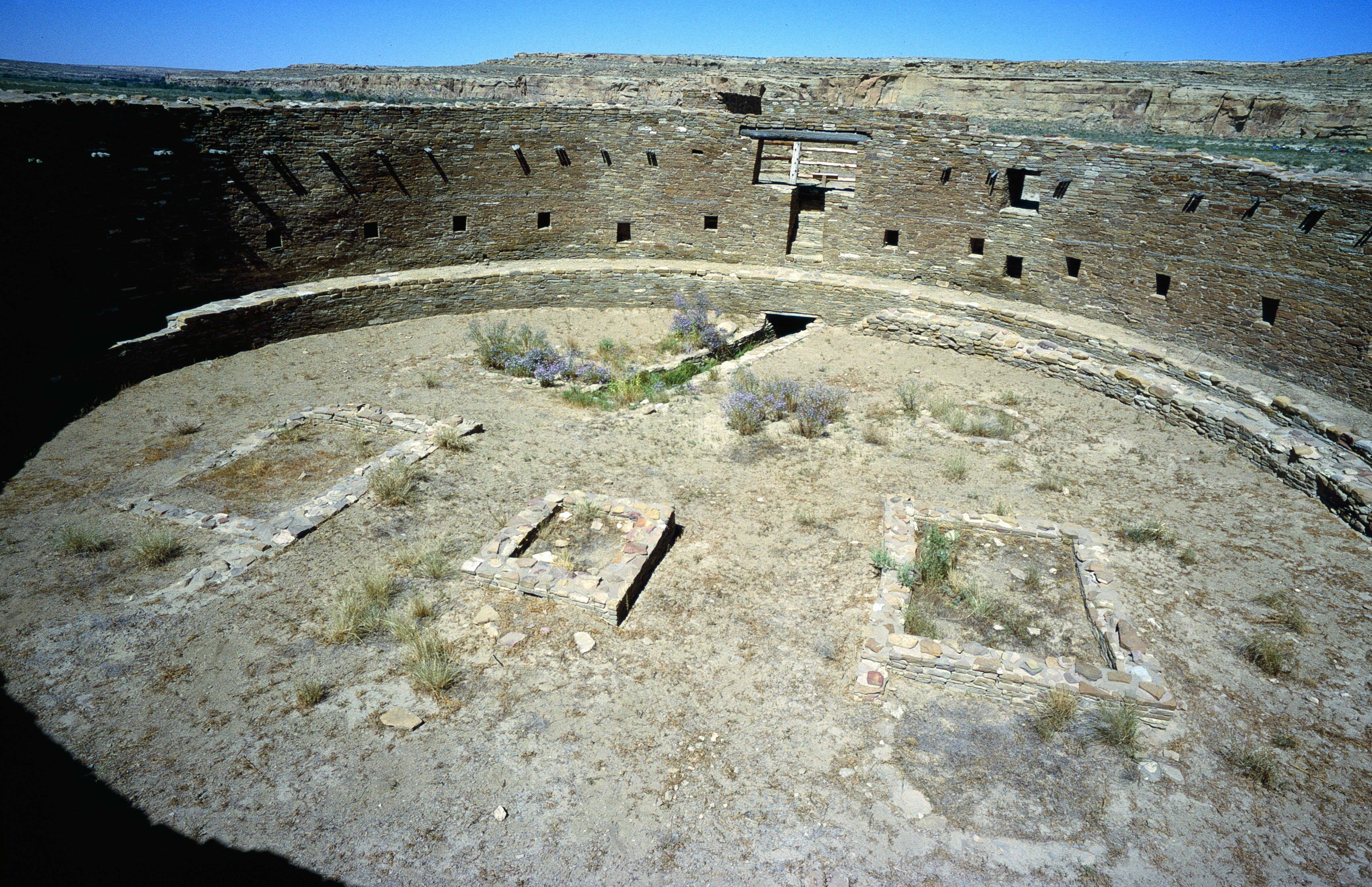
Casa Rinconada

Bei dieser Ruine handelt es sich nicht um ein Großhaus, sondern um eine große Kiva, die weitgehend wieder aufgebaut wurde. Die Orientierung erfolgte nach den Himmelsrichtungen. Die Wand der Kiva weist 28 kleine Nischen auf, sowie 6 weitere, größere, die nicht so regelmäßig angeordnet sind. Während der Sommersonnenwende wirft die aufgehende Sonne einen Lichtfleck auf eine der größeren Nischen. Es ist jedoch kaum wahrscheinlich, dass dieser Effekt sichtbar war, als die Kiva eine Decke besaß und in Funktion war. Er mag vielmehr ein ungewollter Effekt der teilweisen Rekonstruktion sein. In der Nähe der Kiva befinden sich drei kleine Großhäuser.

### Chetro Ketl

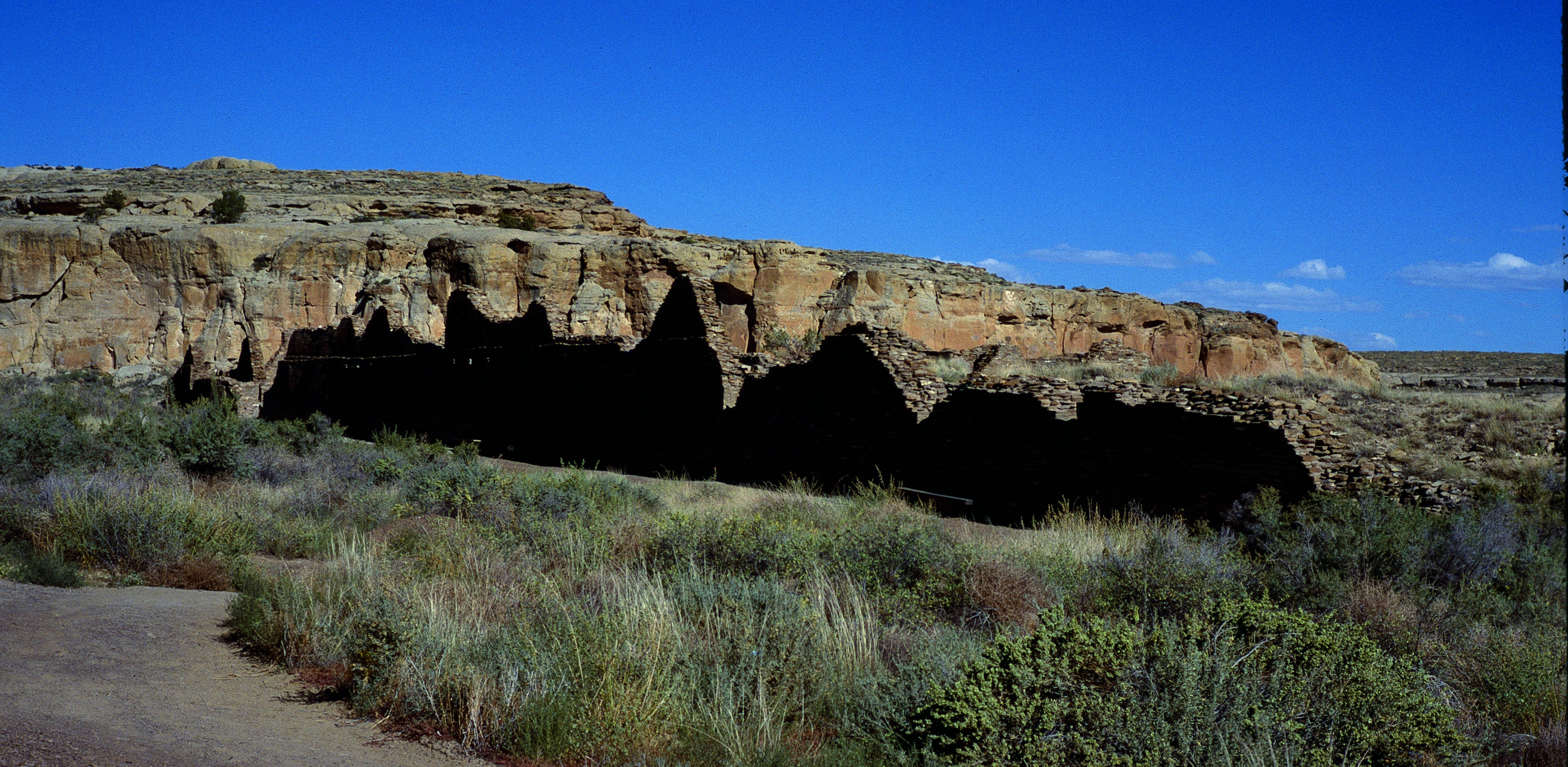
Chetro Ketl Nordseite

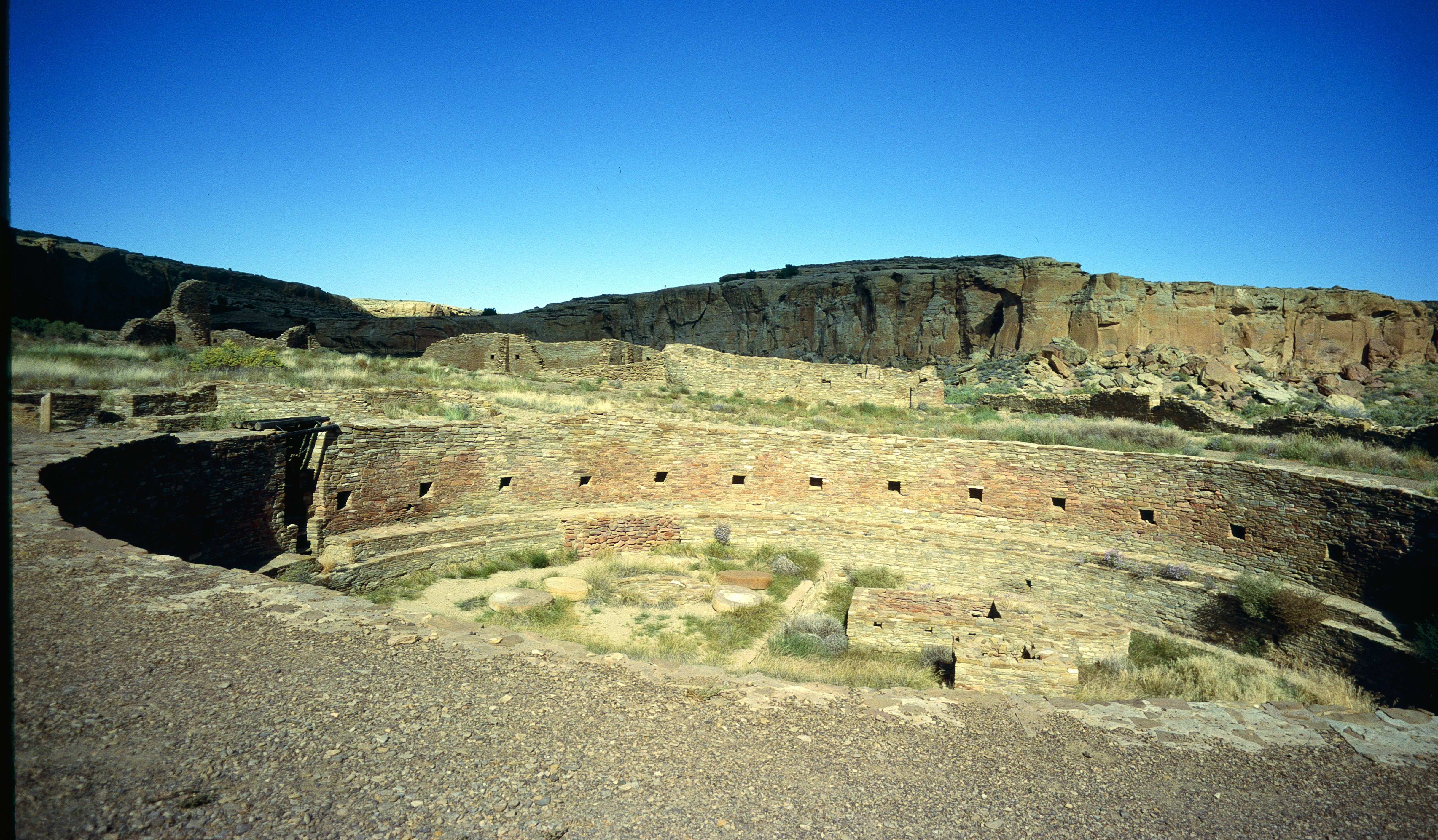
Chetro Ketl Großkirva

Dies ist das zweitgrößte Pueblo von Chaco Canyon. Der Grundriss des nicht ausgegrabenen Komplexes ist dem anderer Pueblos ähnlich: eine Plaza wird an drei Seiten von Raumkomplexen unterschiedlicher Höhe und Tiefe eingeschlossen, im Süden wird die Plaza, in der sich zwei Kiva befinden, durch eine geschwungenen Doppelreihe von Vorratsräumen abgeschlossen. Die frühesten Bauten wurden um 1010 errichtet, die Arbeiten dauerten rund ein Jahrhundert lang an, wie sich aus knapp 400 Baumringdaten ablesen lässt. Die 140 Meter lange Nordwand wird als eines der besten Beispiele für die Mauertechnik in der weiteren Region eingeschätzt. Die in horizontalen Reihen gesetzten präzis bearbeiteter Sandsteinblöcke wechseln mit mehreren Reihen dünner Steinplatten. Bemerkenswert ist die große Kiva, die rund 4 Meter unter dem gegenwärtigen Niveau der Plaza liegt. An dieser wurden in einer vermauerten Nische an die 17.000 Muschelperlen und Türkisanhänger gefunden. Eine eigenartige Konstruktion ist eine 30 Meter lange Kolonnade, die dem zentralen Baukörper zur Plaza hin vorgesetzt wurde. Die Kolonnade wird von 13 quadratischen Pfeilern getragen, die auf einem niedrigen Mauersockel aufsitzen.
Eine späte Nutzung der Bauten zeigt sich in Räumen mäßiger Bauqualität, die an die die Plaza im Norden begrenzenden Bauten angefügt wurden, sowie daran, dass die Zwischenräume der Kolonnaden mit Mauerwerk ausgefüllt wurden, offensichtlich um eine andere Nutzung möglich zu machen. Wer diese Konstruktionen ausführte, bleibt Spekulation.

### Tzin Kletzin
Dieses nur zu einem sehr geringen Teil ausgegrabene Pueblo liegt südlich des eigentlichen Canyon auf der ebenen, aber von zahlreichen kleinen Canyons zerrissenen Oberfläche des umgebenden Geländes. Der genaue Zeitpunkt der Errichtung ist unklar, die östliche Kiva entstand um 1110. Als Grund für die Anlage an dieser Stelle werden die Sichtverbindungen vermutet, die von der höchsten Kiva zu Pueblo Alto, und Bis Sa’ani nördlich des Canyon sowie südlich zu Peñasco Blanco, Kin Kletso, Kin Klizhin, und Kin Ya’a existieren. Die Anlage ist klein, in einer ersten Phase wurde ein Block mit 22 Zimmern in zwei Ebenen errichtet, dann wurde nach Westen ein zweistöckiger Block mit über 30 Räumen angefügt. Schließlich wurde die Plaza wie gewöhnlich mit einer hier einen vollen Halbkreis bildenden Reihe von einzelnen Räumen abgeschlossen. In der Mitte dieser Reihe wurde ein einen Meter breiter Durchgang frei gelassen – ein seltener Fall eines baulich definierten Zuganges an markanter Stelle.

### Hungo Pavi

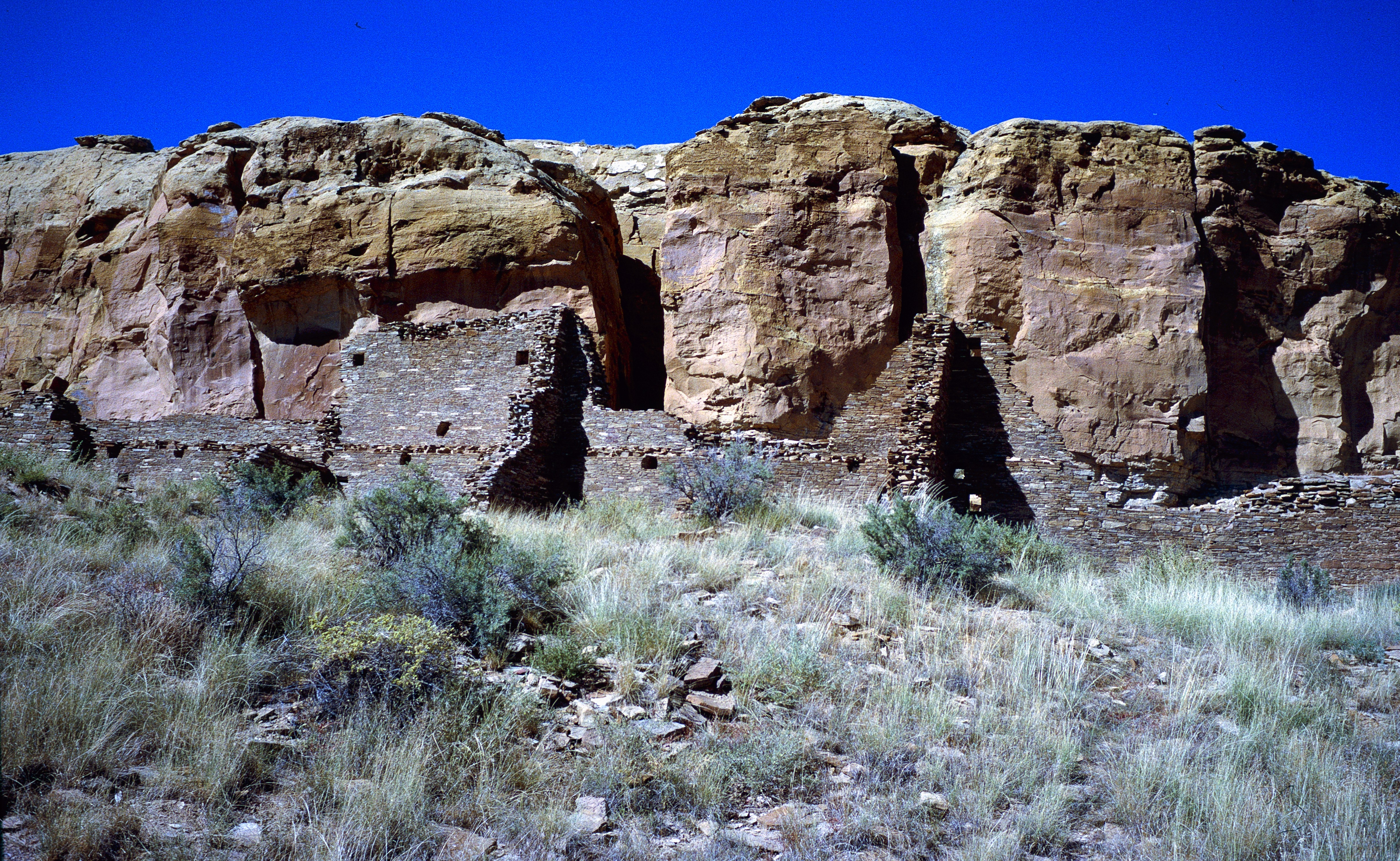
Hungo Pavi

Das Pueblo ist von mittlerer Ausdehnung und in planerischer Hinsicht ein Gegenstück zu Pueblo Bonito: Hier ist die südliche Abschlussmauer mit den Vorratsräumen annähernd halbkreisförmig geschwungen, die Wohnbereiche bilden jedoch ein an drei Seiten geschlossenes Rechteck. Sie erreichen Höhe von bis zu drei Stockwerken, wobei die höchsten Stockwerke wie üblich in den äußeren Raumreihen erreicht wurden. Obwohl im 19. Jahrhundert noch viele Balken als Träger von Fußböden erhalten waren, ist die Zahl der für die Baumringdatierung untersuchten Stämme gering. Der Baubeginn liegt um 990 (frühere Daten einzelner Balken dürften auf die Wiedernutzung aus älteren Bauten zurückzuführen sein), die Ausführung des Mauerwerks ist besonders gut. Eine zweite Bauphase dürfte zwischen 1060 und 1080 entstanden sein. Zum Schluss wurde die Plaza mit einer großen Kiva durch die rund verlaufende Reihe von Vorratsräumen abgeschlossen.

### Una Vida
Die Ruinenstätte gehört vermutlich zu den ältesten im Chaco Canyon. Nach der Baumringdatierung begann die Errichtung um 860 und dauerte bis gegen 1100 an. Das bisher nur wenig ausgegrabene Großhaus hat die Form von zwei rechtwinkelig aufeinandertreffenden Raumreihen, die insgesamt an die einhundertfünfzig Räume auf zwei Ebenen umfassten. Die Verbindung zwischen den äußeren Enden wird durch eine geschwungene Mauer mit einer Kette kleiner Speicherräume gebildet, die zu den frühen Bauten in Una Vida gehören. Noch älter ist eine ebenfalls leicht gekurvte Struktur, die aus der Ostseite von Una Vida herausspringt. Der westliche Flügel bildet ebenfalls eine leicht geschwungene Linie, anderen äußersten Ende im Südwesten ein paar Räume im dritten Stockwerk errichtet wurden, die einen turmartigen Aspekt gehabt haben müssen. Im von den drei Seiten der Konstruktion eingeschlossenen Hof befindet sich eine Kiva.

### HQ Ruin
Die sehr kleine und nicht ausgegrabene Ruinenanlage liegt direkt am Besucherzentrum. Es sind kaum erkennbare obertägige Spuren vorhanden.

### Wijiji
Koordinaten: 36° 1′ 34,42″ N, 107° 52′ 10,02″ W. Dieses Pueblo, das den regelmäßigsten Grundriss aufweist, entstand in einer Bauphase zwischen 1110 und 1115. Die insgesamt 206 Räume verteilen sich auf zwei Stockwerke. Erstaunlicherweise fehlt hier die übliche bogenförmige Verbindung zwischen den beiden Seitenflügeln. Die Mauertechnik ist hervorragend, als Dekor wechseln größere Sandsteinblöcke mit flachen Steinen ab.

### Shabikesh’chee
Eine sehr frühe Siedlung im Chaco Canyon aus dem 6. Jahrhundert.

## Fundorte außerhalb des Canyon

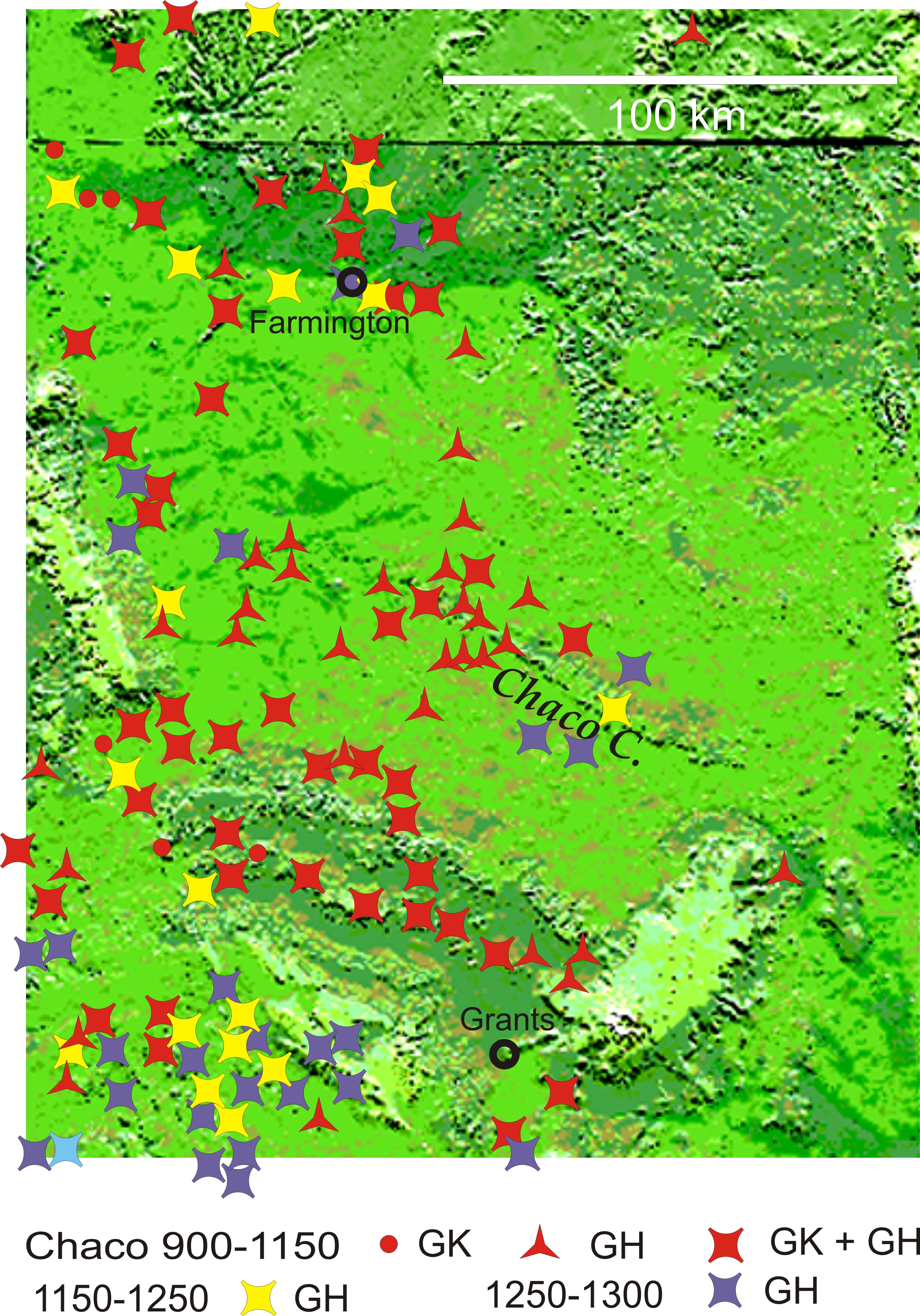
Karte der zur Chaco-Kultur gerechneten Fundorte mit Zeitstellung (GK = Großkiva, GH = Großhaus)

Die stilistisch und nach anderen Kriterien zur Chaco-Canyon-Kultur gehörenden und mit ihr gleichzeitigen Großhäuser außerhalb des eigentlichen Canyon werden in der Forschung als „Outlier“ bezeichnet. Wichtigstes Kriterium ist die Bauweise mit Verblendmauerwerk, die Anlage in mehreren Stockwerken, die sorgfältige Auswahl von flachen Sandsteinblöcken und die Dekoration der Fassaden mit in Mustern angeordneten Verblendsteinen. Die Anzahl der vom Chaco Canyon oftmals bis zu 100 Kilometer entfernten Bauten ist groß und wächst durch andauernde Forschung ständig an. Insgesamt sind rund 150 zum Teil weit entfernte „Outlier“ bekannt, aber nur wenige davon untersucht. Zu den wichtigsten, von der Verwaltung des National Parks betreuen Ruinenstätten gehören die folgenden. Im Westen liegen die drei erstgenannten, im Osten der letzte Fundort. Weitere werden vom Bureau of Land Management, das dem Innenministerium unterstellt ist, verwaltet und betreut. Hier werden nur die dem Chaco Canyon relativ nahe gelegenen Outlier beschrieben.

### Kin Bineola

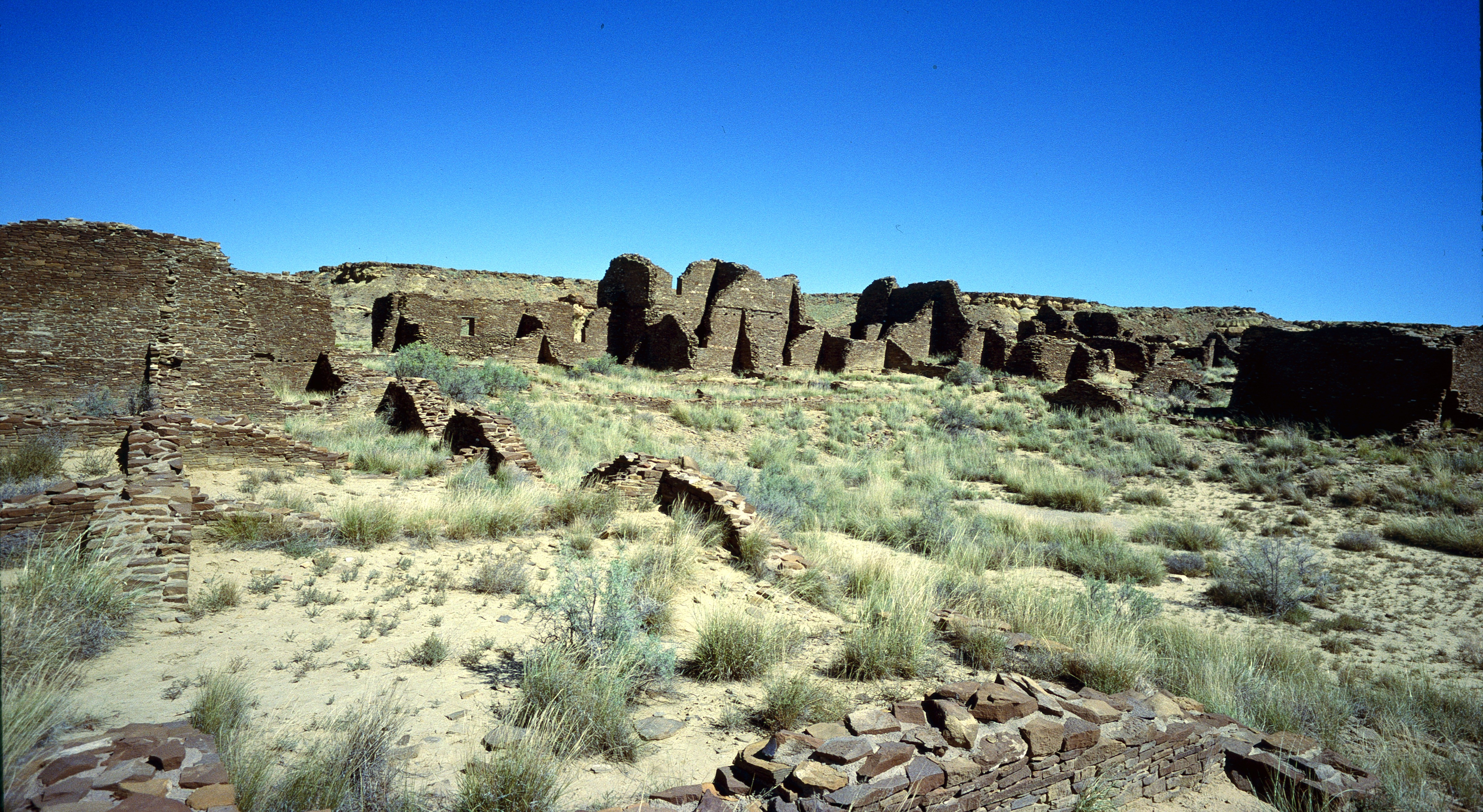
Kin Bineola

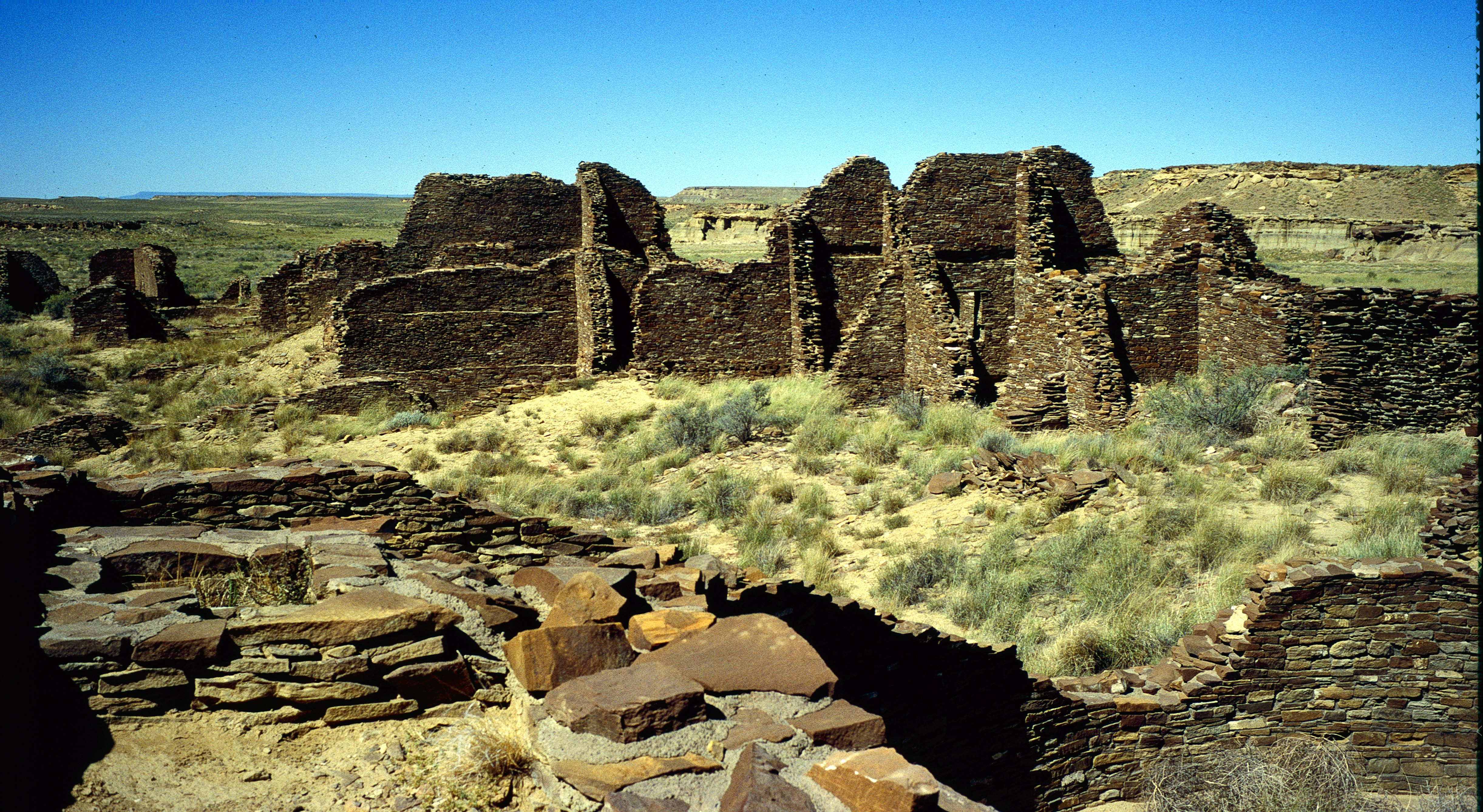
Kin Bineola

Koordinaten: 36° 0′ 11″ N, 108° 8′ 27″ W, 1850 Meter Meereshöhe. Der Name kommt aus der Sprache der Dine (Kin Bii’naayooli) und bedeutet: Haus des Wirbelwinds. Kin Bineola ist ein bedeutendes „Großhaus“, das mit dem Chaco Canyon in Entfernung von 17 Kilometern durch eine gebahnte Straße verbunden war. Es liegt am Südrand eines flachen breiten Canyon. Der Grundplan ist eigenartig: Kin Bineola besteht aus einem durchgehenden Gebäudeteil im Norden, in dem sich 8 Kiva befinden. Von dem Gebäudeteil gehen drei kürzere nach Süden, wobei sich im mittleren zwei weitere Kiva befinden. Dies ist auch der älteste Teil. Der größere Teil des Großhauses hat zwei, ein Teil des nördlichen Teils drei Stockwerke. Dort liegt auch die vermutlich höchste Kiva mit einem turmartigen Aufbau. Zwischen den drei nach Süden reichenden Gebäudeteilen liegen zwei Plazas. Die Errichtungszeit von Kin Bineola hat zwei Schwerpunkte: der erste liegt um 942, der zweite erheblich später um 1111, was der späten Chaco-Periode entspricht.
Außerhalb des Gebäudekomplexes in einer Entfernung von 10 Metern liegt eine so genannte „Große Kiva“, die vermutlich einen Durchmesser von rund 17 Metern hatte. Sie ist völlig von Sand überdeckt und bisher nicht ausgegraben worden. Große Kiva gehören zu den Charakteristika der Chaco Canyon Kultur und finden sich praktisch in allen zugehörigen Siedlungen aus der Zeit zwischen 900 und 1200.

### Kin Ya’a

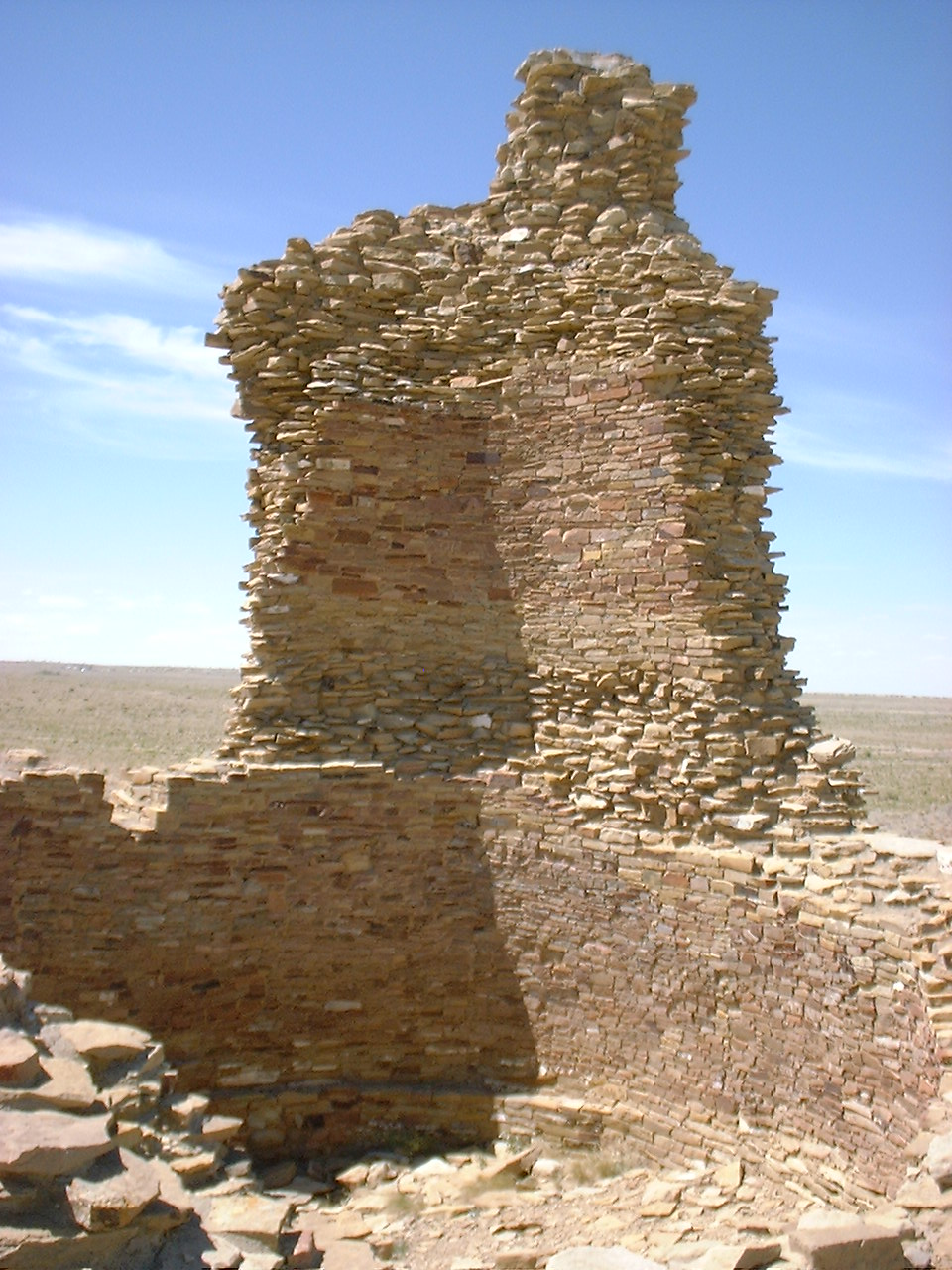
Kin Ya'a (Foto National Park Service)

Koordinaten: 35° 40′ 32,80″ N, 108° 6′ 49,51″ W. Es handelt sich um ein kleines „Großhaus“, das (nach den Baumringen) zwischen 1101 und 1106 erbaut wurde – spät im Verlauf der Chaco Canyon Kultur. Die Anordnung der Räume in bis zu vier Stockwerken ist zur Sonne im Winter ausgerichtet. Insgesamt wurden im Erdgeschoss 26 Räume, 9 im Stockwerk darüber und eine kleine Anzahl noch höher festgestellt. Drei der Zeremonialräume Kiva befinden sich auf Bodenniveau, wenngleich halb in den Erdboden eingetieft, eine weitere Kiva auf der Rückseite des Komplexes reicht über mehrere Niveaus in das vierte Stockwerk hinauf. Die Funktion eines solchen Turms ist spekulativ, er könnte zum Signalisieren zu anderen Siedlungen gedient haben, wo es ebenfalls turmförmige Kiva gegeben hat. Der Zugang zu den Räumen des ersten Stockwerkes erfolgte über die flachen Dächer des Erdgeschosses und der dort befindlichen Kiva.
Es bestand eine Verbindung mit dem Chaco Canyon über eine gut ausgebaute, nach Nordosten führende Straße, die sich heute als leichte, 6 bis 9 Meter breite Einsenkung im Gelände und auf dem Luftbild erkennen lässt. Die Straße läuft weiter nach Südwesten zu weiteren Siedlungen.

### Kin Klizhin

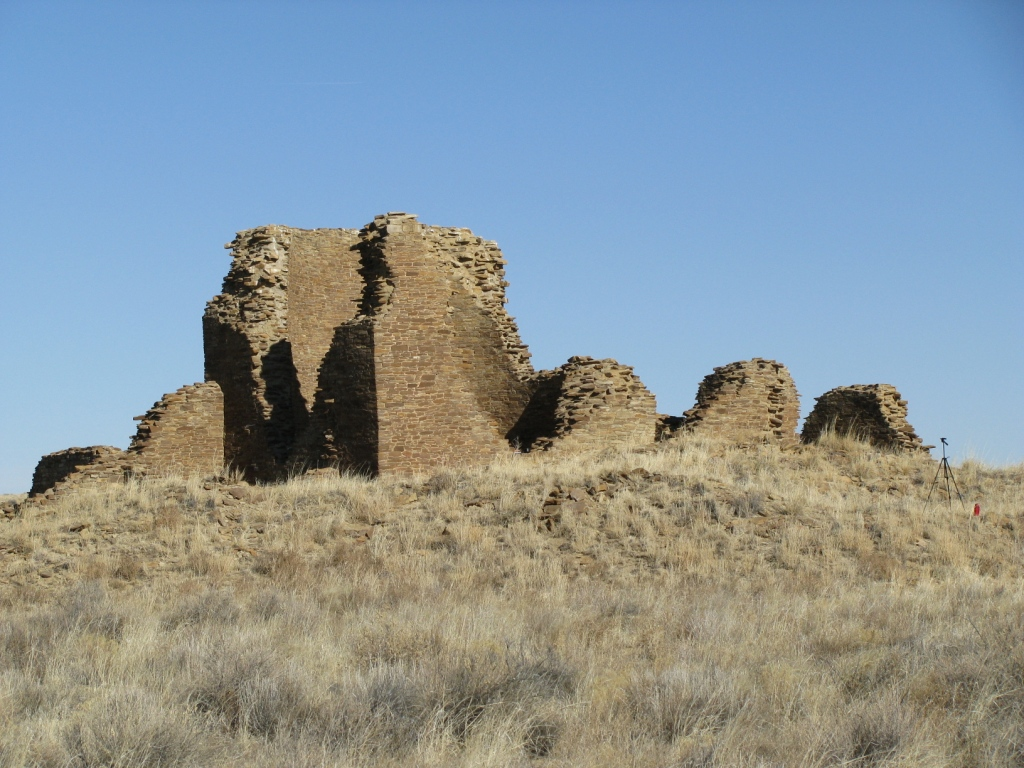
Kin Klitzin (Foto: National Park Service)

Koordinaten: 36° 1′ 46,5″ N, 108° 4′ 26″ W, 1850 Meter hoch gelegen. Der Ort ist ein kleines Großhaus rund 10 Kilometer westsüdwestlich des Chaco Canyon (Pueblo Bonito) auf der Hochfläche über einem stark verästelten Canyon gelegen. Tatsächlich verfügte der Bau über nicht viel mehr als 10 Räume auf zwei Niveaus in einer Reihe, und drei Kiva, von denen eine turmartig gestaltet war und über den Rest des Gebäudes hinaus ragte. Von diesem mit ungewöhnlich dicken Mauerwerk errichteten Bauteil stehen noch Teile bis zu 9 Meter über Grund. Unüblich ist, dass die höhere Seite nicht auf der Nordseite, sondern im Westen gelegen war. Vor dem Bau war eine durch eine Mauer eingefasste Plaza gelegen, die heute durch Flugsand kaum zu erkennen ist.
Der Ort war über eine der gebahnten Straßen mit dem Kerngebiet des Chaco Canyon verbunden, die in der anderen Richtung nach Westen führte, wo sie rund eineinhalb Kilometer nördlich an Kin Bineola vorbei verlief.

### Pueblo Pintado

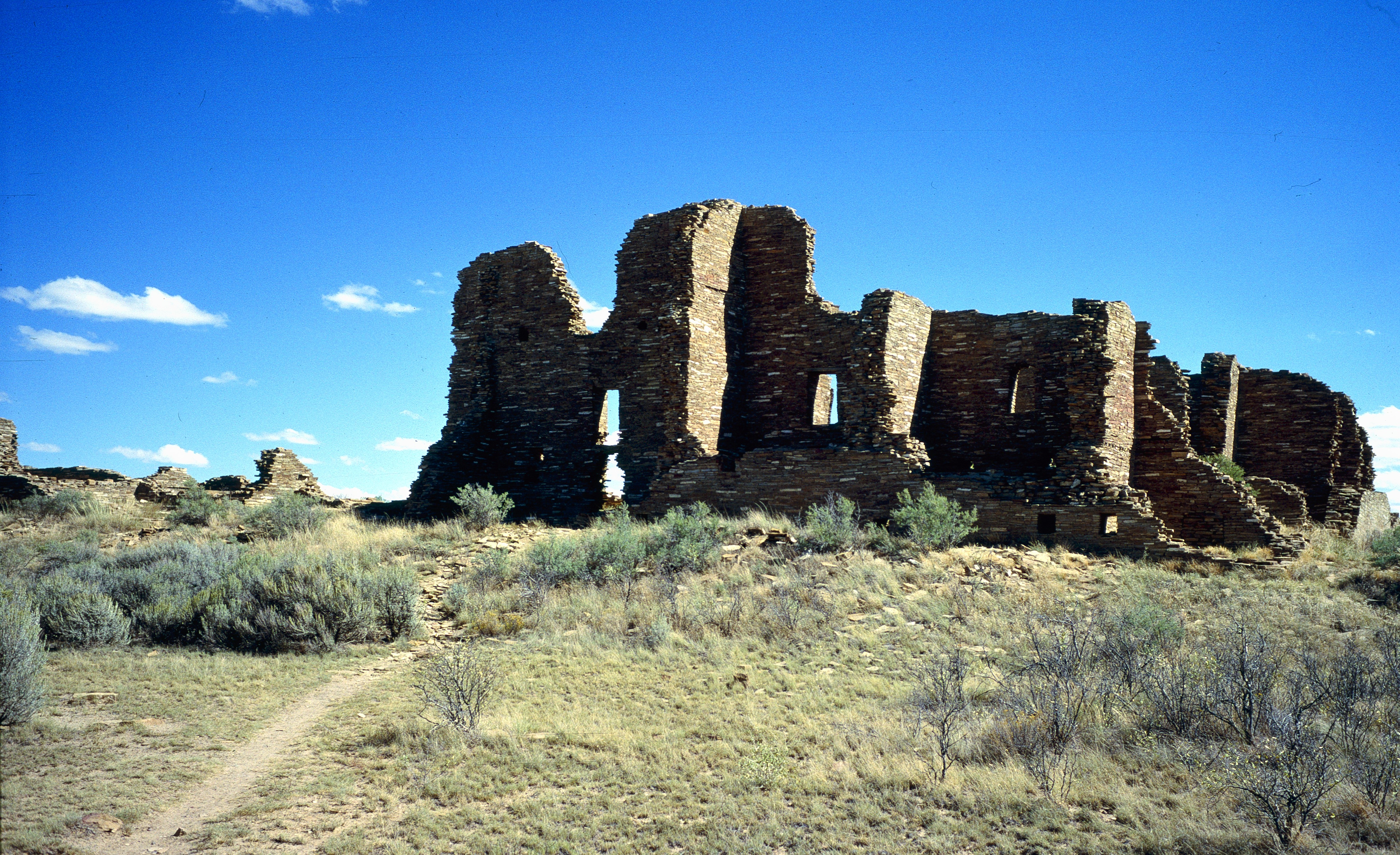
Pueblo Pintado

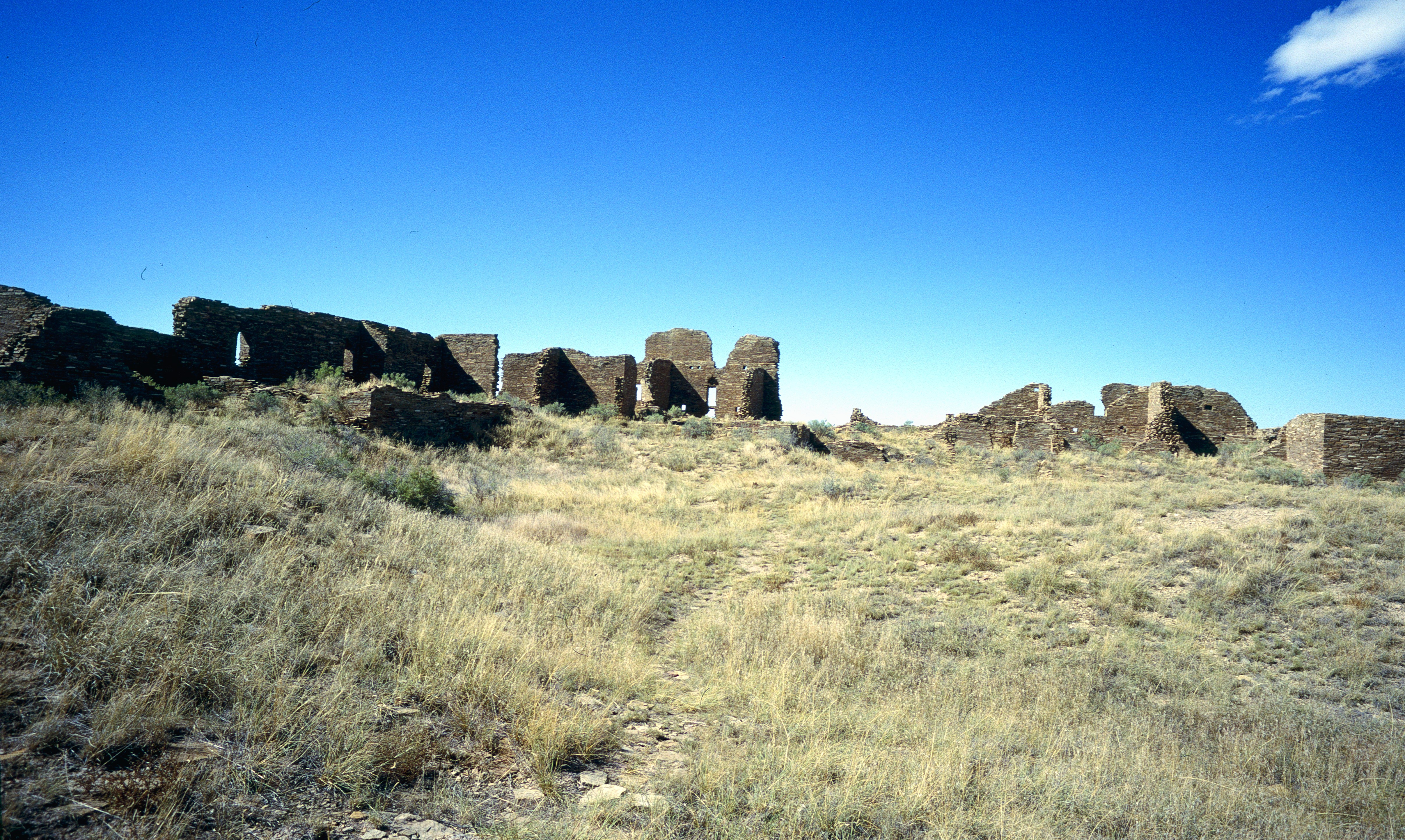
Pueblo Pintado, Innenseite

Koordinaten: 35° 58′ 36″ N, 107° 40′ 23,8″ W. Der Fundort liegt auf 2000 Meter Höhe an einem der Oberläufe des Chaco Canyon, unweit des gleichnamigen modernen Ortes und bildet den östlichsten „Outlier“ (abgesehen von Guadalupe). Die Siedlung umfasst um die 135 Räume in bis zu drei Stockwerken, hatte drei Kiva und die übliche gerundete Abschlussmauer zwischen den nur zwei Flügeln des Baublocks. Die Errichtung fällt in die Zeit kurz nach 1060. Außerhalb der Abschlussmauer befinden sich Wohnbauten und eine große Kiva.

### Guadelupe Ruin
Koordinaten: 35° 31′ 06″ N, 107° 07′ 36″ W. Dieser archäologische Fundort, benannt nach einer weitgehend aufgegebenen modernen Siedlung rund 3,5 Kilometer weiter nordwestlich, ist der östliche der „Chaco Canyon outliers“. Die Entfernung zum Chaco Canyon beträgt 90 Kilometer in nordwestlicher Richtung. Guadalupe ruin liegt auf einem schmalen Felskamm, der nach allen Seiten scharf abfällt, rund 60 Meter über dem umgebenden Gelände, unweit des Rio Puerco Canyon, der dort eine fruchtbare Geländetasche bildet. Der Zugang zur Ruine ist nur über einen schmalen, unbefestigten Fußpfad möglich, was ihr den Charakter einer natürlichen Festung gibt.
Die archäologischen Untersuchen durch die Eastern New Mexico University in den frühen 1970er Jahren haben zwei Kiva freigelegt, die heute durch Metalldächer geschützt und zugänglich sind. Ursprünglich bestand Guadalupe Ruins aus über 40 rechteckigen Räumen und umfasste auch 7 Kiva. Die ersten Bauten an dieser Stelle sind mittels Baumringen auf ca. 960 n. Chr. datiert worden, weitere Ausbauten fallen in die Zeit von 1050 bis 1125 n. Chr. Weitere Räume datieren in die späte Chaco-Phase. Später, von 1130 bis ca. 1300 n. Chr. fand eine Besiedlung durch Einwandere aus dem Mesa Verde Gebiet statt, die durch Anbauten und Veränderungen den Ruinen ihren Stempel aufdrückten.